# Dance Dance Revolution A20
Dance Dance Revolution A20 (pronunciado Ace Two Oh) es la entrega arcade N.º 16 desarrollado por Konami y publicado el 20 de marzo de 2019 en Japón para las arcades doradas. Los kits de mejoras para las cabinas antiguas se instalaron el 24 de julio de 2019. Una expansión llamada Dance Dance Revolution A20 PLUS se instaló el 1 de julio de 2020 inicialmente en arcades doradas (el 6 de julio de 2020 lo instaló en las demás arcades), siendo por primera vez desde DDR 4thMIX que DDR A20 tenga su versión PLUS.

## Antecedentes
El 4 de julio de 2018, Konami abrió una cuenta de Twitter en conmemoración del aniversario 20 de DDR, que se celebró el 25 de septiembre del mismo año. El 26 de septiembre de 2018, DDR A tuvo 6 interfaces distintas, 5 de ellas se podían seleccionar vía DDR SELECTION, además de nuevas canciones. En la semifinal de Japón Oeste de Konami Arcade Championship N.º 8, se mostró la nueva arcade dorada, que es un rediseño de DANCERUSH y posteriormente fue nombrada como DDR 20th Anniversary. En JAEPO 2019, dicha arcade dorada se exhibió el 26 de enero de 2019, un día antes de la final de DDR A, y se usó la placa arcade de pruebas, lo que era técnicamente injugable. Ya en la final, la placa arcade de pruebas fue remplazada por una que contiene DDR A para probar la arcade e iniciar la competencia al mismo tiempo.

## Versiones, idiomas y cabinas
Su versionado es MDX:X:Y:A:YYYYMMDD00 (Hawái usa TDX:U:Y:A:YYYYMMDD00), en donde X indica idioma o región, Y el gabinete, YYYYMMDD la fecha de actualización y 00 el N.º de parche en caso de bugs o hackeos.
Depende de la letra inicial, depende de la región en que se distribuye que es:
| Letra | País o región | Comentarios                                                                       |
| ----- | ------------- | --------------------------------------------------------------------------------- |
| J     | Japón         | STANDARD MODE usa fichas o PASELI, PREMIUM MODE req. PASELI.                      |
| A     | Asia          | afecta a Hong Kong, Macao, Indonesia, Taiwán, Singapur, Australia y Nueva Zelanda |
| K     | Corea del sur | Distribuida por Uniana y con bloqueo regional de contenido debido al GRAC         |
| U     | América       | Con bloqueo regional de licencias en modelos MDX y sin bloqueo en modelos TDX     |
| E     | Europa        | Con bloqueo regional de licencias                                                 |
| Y     | Indonesia     | Versionado distinto                                                               |

Los gabinetes son los siguientes:
- A: DDR X (720p 37", 4 flechas + START por lado, luces led laterales)
- B: DDR EXTREME y Supernova2 (640x480 27" o 32", 2 flechas + START por lado, luces neón)
- C-G: DDR(2013) (Cabinas blancas, 1080p 42", 4 flechas + START por lado)
- I: 20th Anniversary (Cabinas doradas, 4K 55", 4 flechas + START por lado)

## Cambios

### General
- La interfaz es similar a DDR A, pero con diferencias:
  - En la arcade dorada, la interfaz y el video son dorados y el interior de la nave (en las pantallas de selección de estilo, conexión/desconexión y siguiente etapa) fue modificado con una apariencia más electrónica.
  - En las demás cabinas, la interfaz y el video son azules, además de usar vidrio en vez de metal en toda la interfaz.
  - La lista de dificultades tienen colores de fondo y fuente inversos y se cambió la fuente de los juicios.
  - En A20 PLUS, los signos más aparecen dorados y plateados en las interfases doradas y azules, respectivamente, además de que son absorbidos por un agujero negro en el centro, alterando el video del selector de canciones. El sonido de interfaz también fue cambiado. Sin embargo, el video de la arcade dorada o el fondo de la interfaz azul que se muestra en la pantalla de ingreso/desconexión permanece sin cambios.
- Las dificultades de algunas canciones de DDR A (como "Vanquish The Ghost") fueron cambiadas, también fue aplicada semanas después en dicha entrega.
- Con la instalación del kit de mejoras, se instaló también el selector de idiomas, pudiendo optar por japonés, inglés o coreano, sin importar la versión de origen. Sin embargo, las canciones se mantienen escritos en su idioma de origen (japonés).
- En caso de cierre programado de tienda, usuarios no pueden acceder al juego 5 minutos antes de que se apague.
- En caso de fallas en donde aparece la ventana de error en vez del pantallazo azul, aparece el texto de error en japonés y la indicación de reiniciar la arcade en inglés.
- Debido a que el COVID-19 cobró varias muertes en Japón al terminar marzo de 2020, Konami hizo retrasar por 2 meses las actualizaciones de todos los juegos, incluyendo este. Los nuevos juegos o nuevas versiones de los mismos también sufrieron retrasos o, en algunos casos, cancelaciones. Los operadores tuvieron tiempo suficiente para implementar medidas sanitarias.

### Placa de arcade
A inicios de 2019, todas las arcades doradas contienen la placa arcade Bemani PC ADE-6291 y su versión por defecto es MDX:J:I:A:~. Esta placa contiene el sistema Windows 10, salvo algunas que siguen usando Windows 7 Embedded. ADE-6291 se usará como placa de reemplazo en caso de fallas relacionadas con placas antiguas (como Type 4). Los kits de mejoras con MDX:x:A:A:~ y MDX:x:B:A:~ usan el modelo Type 4 de dicha placa (Windows XP), los kits con MDX:x:C:A:~ usan Type 5 (Windows XP) y los kits con MDX:x:F:A:~ usan ADE-704A (Windows 7). En arcades norteamericanas, se usó la versión MDX:U:K:A:~, en donde se remplazó la llave de licencia de DDR A por una de A20 y se usó un pendrive para actualizar el juego. No se puede instalar licencias a esa versión o a cualquier otra versión MDX norteamericana, pero como contrapartida, se puede jugar incluso desconectado. Posteriormente, en Hawái, las placas arcade que llegaron inicialmente a dicho país y posteriormente en Norteamérica continental contienen su versionado TDX:U:y:A:~ para evadir problemas de licencia de las licencias futuras, sin importar distribución. Desgraciadamente, al igual que las versiones MDX japonesas, asiáticas y coreanas, requiere de conexión constante debido a su sistema "participación e-amusement". Además, se dejaron de fabricar las nuevas marquesinas, ya que en arcades DDR(2013) antiguas, clásicas o X llevan marquesinas genéricas de DDR(2013) o (2014), en arcades DDR(2013) nuevas llevan la marquesina de DDR A y en arcades doradas se usó la marquesina dorada de DDR(1st).

### Canciones desbloqueadas
Además de las canciones desbloqueadas de entregas anteriores, se agrega:
- Todas las canciones EXTRA EXCLUSIVE debido al cambio de lista y a la falta de EXTRA STAGE LEVELs:
  - 10 dentro de Rinon's Adventure y 4 fuera de ella.
- Todas las canciones de eventos:
  - Baby-Lon's Adventure
  - Rinon's Adventure:
    - 10 canciones EXTRA EXCLUSIVE en CHALLENGE.
    - ENDYMION
    - ACE FOR ACES (incluyendo CHALLENGE)

  - EXTRA SAVIOR (incluyendo dificultades CHALLENGE y las carpetas DDR SELECTION)
  - KAC N.º 8.
- Todas las canciones de evento de DDR(2014).
  - En DDR A, era movida a EXTRA SAVIOR.
- Con el lanzamiento de FLOOR INFECTION N.º 38, solo se desbloquea la parte 10 de dicho evento.

### Selector de modos
Además del selector de canciones, se agrega los cursos NONSTOP y el nuevo modo CLASS (段位認定) o SKILL ANALIZER. Ambos modos solo se pueden seleccionar en el selector de canciones si uno de los jugadores -no los dos en CLASS- está disponible, elija PREMIUM MODE y está en 1st STAGE. Si se cumple estos requisitos, se abrirá la categoría cursos (sort by COURSE MODE). Los cursos del modo NONSTOP se pueden jugar en modo CHALLENGE si el usuario cambia la barra de vida a 4 LIVES o RISKY y las dificultades no están bloqueadas. El modo CLASS, accesible solo en las arcades doradas, probará a los jugadores la habilidad para completar 4 canciones sin los modificadores TURN ni facilitadores y la barra de vida cambia a GRADE (que se llena al MAX, pero que se reduce rápido por cada error). A diferencia del CLASS de beatmania IIDX, las dificultades deben desbloquearse por separado en SINGLE y DOUBLE y cada dificultad contiene su propio set de canciones y van desde el Dan 1 (la más baja) al Dan 10 (la más alta) y finalmente Kaiden (la máxima dificultad).

### Datos de usuario
- Se renovó la pantalla de ingreso/desconexión: ahora puede ver el grado que se haya obtenido en los cursos CLASS y la clase obtenida de la liga dorada.
- DDR-CODE ya no se puede mostrar en las arcades desde las versiones MDX:x:y:A:2021042000 y TDX:U:y:A:2021042000. En el sitio web se sigue mostrando y solo se puede registrar por DDR-CODE a nuevos rivales, además no se puede registrar a rivales activos bajo ciertas restricciones.

### Selector de canciones
- Los colores de letras son:
  - Blancas: canciones por defecto
  - Amarillas: canciones desbloqueadas
  - Doradas: DDR SELECTION (puede cambiar de interfaz) y canciones exclusivas para la arcade dorada.
    - Sin cambiar fondo: req. clase bronce o es licencia legendaria.
    - más fondo plateado: req. clase plata.
    - más fondo arcoíris: req. clase oro.

  - Verdes: EXTRA SAVIOR
  - Rojas: EXTRA EXCLUSIVE
- Se cambió la organización de la categoría sort by BEMANI Title: la carpeta DANCERUSH reemplaza a la carpeta múseca.
- Se cambió la organización de la categoría sort by GENRE: para no confundir el JPOP del pop occidental, se renombra la carpeta POP a J-POP, las canciones de BandMeshi son organizadas bajo la nueva carpeta バンめし♪ y carpeta WORLD MUSIC es mostrada como POPULAR SONGS.

### Jugabilidad
Desde DDR A20 PLUS, si los jugadores fallan la primera canción de la partida regular en STANDARD MODE y sin usar RISKY, ya sea de nivel 7 o más o desde usuarios no registrados, entran a una variante de "This Beat Is....." llamado "LET'S CHECK YOUR LEVEL!", en donde se comprueba el nivel de los jugadores y muestra las 3 canciones recomendadas en la evaluación. 
- No tiene efecto si el usuario elija PREMIUM MODE, usa RISKY o juega en modo evento, ya que la siguiente canción se elige normalmente.
- Debido a un bug, en VERSUS uno de los jugadores accedía a esa función si fallaba la primera canción, sin importar que el otro haya completado. Se corrigió ese bug el 16 de julio de 2020.

### Arcades europeas
- Pruebas de localía de 7 de octubre de 2019 al 16 de marzo de 2020 en Namco Funscape de Londres como DDR A20. El lanzamiento final fue el 14 de enero de 2022 como DDR A20 PLUS.
- Debido a regulaciones en Europa, no hay soporte e-amusement. Sin embargo, las arcades que se probaron no necesitan conexión e-amusement.
  - También debido a eso, no es posible acceder a PREMIUM MODE para jugar canciones EXTRA SAVIOR o cursos ni activar STAR SYSTEM para acceder a EXTRA STAGE ni a EXTRA EXCLUSIVE, así como tampoco se puede usar todas las opciones ni acceder a DDR SELECTION para cambiar de interfaz.
- Debido al software que es una de las versiones tempranas de DDR A20, no se incluyen todas las canciones desde el primer SUMMER DANCE CAMP, dificultades CHALLENGE de DDR SELECTION y de DDR CHALLENGE Carnival, todas las canciones que siguen teniendo problemas de licencia en Norteamérica, canciones que se desbloquean vía FLOOR INFECTION, ni funciones exclusivas para arcade dorada (Liga dorada, licencias legendarias y cursos CLASS).
  - En DDR A20 PLUS, también debido al software que es una de las versiones tempranas, no se incluyen las canciones desbloqueables (como COURSE TRIAL o EXTRA SAVIOR), todas las canciones desde diciembre de 2021, todas las canciones que siguen teniendo problemas de licencia en Norteamérica, "only my railgun" y "放課後ストライド" debido a su eliminación en las versiones europeas de DDR A, todas las canciones eliminadas en nuevas versiones de DDR A20 PLUS o que se iban a eliminar en DDR A3 (exc. licencias occidentales de DDR A en la versión de febrero de 2021), canciones que se desbloquean vía FLOOR INFECTION, ni funciones exclusivas para arcade dorada (Liga dorada, licencias legendarias y cursos CLASS), pero como contrapartida, todas las canciones de la liga dorada en la carpeta DDR A20 fueron liberadas.
  - Además, todas las canciones que solo contienen CHALLENGE (remixes en CHALLENGE de DDRMAX2, "Groove Radar" Specials y X-Specials) y cursos están bloqueados a menos de que el operador active el modo evento, y todas las canciones EXTRA SAVIOR y EXTRA EXCLUSIVE de la entrega actual siguen requiriendo PREMIUM MODE y EXTRA STAGE respectivamente.
- Máquinas nuevas ya llevan un nuevo letrero. Sin embargo, las máquinas actualizadas desde versiones previas siguen sin cambiar letreros.

## Personajes
Lista inicial:
- Afro (A)
- Alice (X2)
- Baby-Lon (X2)
- Bonnie (X2)
- Emi (X2)
- Gus (X2)
- Jenny (A)
- Julio (X2)
- Rage (A)
- Rinon
- Ruby (X2)
- Yuni (A)
- Zero (X2)

Personajes desbloqueables:
- Dark Emi (JOMANDA)
- Dark Alice (VALLIS-NERIA)
- Black Rinon (Lisa-RICCIA)
- Yuni (traje del 6.º KAC)

Personajes no seleccionables:
- Baby-Lon (conejo espacial) (solo en la animación de carga de EXTRA SAVIOR)
- Victory Concent (solo aparece en el escenario si el selector de personajes está en RANDOM)
- Dark Rinon (Solo en jackets y algunos videos)
- Yuni (X2) (solo mediante rutina)

## Eventos y EXTRA STAGEs
Aquí se listan todos los eventos que no necesariamente aparecen en la categoría eventos (sort by EVENTs), así como la carpeta EXTRA EXCLUSIVE y todas las carpetas marcadas EXTRA SAVIOR (PLUS) aparecen en dicha categoría si ocurre EXTRA STAGEs. Se mantiene el mecanismo de Star System de DDR X3 para acceder a EXTRA STAGE, pero req. PREMIUM MODE para activarlo y no está disponible los EXTRA STAGE LEVELs. No hay canciones ENCORE EXTRA esta vez. Star System es desactivado si inicia un curso o si activa el modo evento. La carpeta "GOLDEN LEAGUER'S PRIVILEGE" (dividida en GOLDEN LEAGUE y GOLDEN LEAGUE PLUS) y las licencias legendarias son exclusivas para la edición oro, y esa edición lo tiene solamente las arcades 20th Anniversary.

### EXTRA EXCLUSIVE
La carpeta EXTRA EXCLUSIVE corresponde al antiguo sistema de EXTRA STAGES. Todas las canciones de esta carpeta son marcadas en rojo y solo se puede jugar en EXTRA STAGE (salvo canciones que rebajaron a FINAL STAGE o que fueron liberadas). No hay canciones ENCORE EXTRA.
El historial de EXTRA EXCLUSIVE es lo siguiente:
| Nivel de EXTRA EXCLUSIVE | Canción (dificultad) | Fechas de disponibilidad (Nivel de EXTRA STAGE) | Situación actual    |
| ------------------------ | -------------------- | ----------------------------------------------- | ------------------- |
| 1                        | ORCA                 | Lanzamiento de la arcade inicial (EXTRA LV 1)   | Liberada para todos |
| 2                        | Splash Gold          | Instalación de kit de mejoras (EXTRA LV 2)      | Liberada para todos |
| 3                        | Last Card            | Instalación de A20 PLUS (EXTRA LV 2)            | EXTRA STAGE         |
| 4                        | ANTI ANTHEM          | 21/10/2021 (EXTRA LV 2)                         | EXTRA STAGE         |

### EXTRA SAVIOR
Extra Savior, originalmente no disponible en A20 y que se agregó el 15 de julio de 2020 en A20 PLUS, fue renovado como Extra Savior PLUS. Todas las carpetas EXTRA SAVIOR y de las categorías VERSION y DDR SELECTION no activan ENCORE EXTRA. Los detalles se encuentran en la página principal de la serie y en DDR A.
A diferencia de Extra Savior original, el método de desbloqueo en su versión PLUS es el siguiente: BEGINNER es desbloqueado al seleccionar, BASIC y DIFFICULT se recarga la barra completando la canción y EXPERT se debe completar 2 veces la misma canción. En caso de canciones CHALLENGE (en esta versión no tiene), además del requerimiento del desbloqueo en EXPERT, se debe completar 3 veces la misma canción. En todos los casos, la barra también se recarga combinando intentos fallidos. Fueron 9 carpetas para desbloquear (12 contando con los eventos que no se desbloquearon con anterioridad y 15 sin considerar fusión de carpetas).

### Floor Infection
Originario de DDR(2014), Floor Infection, es un evento que infecta a DDR A20 (PLUS) vía Sound Voltex. Al jugar dicha entrega, permite desbloquear canciones que no están disponibles fuera de las fechas del evento, en ese caso, la parte 38 de Sound Voltex Vivid Wave. No hay carpetas en la categoría eventos debido a que las canciones son desbloqueadas directamente desde Sound Voltex. Canciones Floor Infection de antiguos periodos (en ese caso, la parte 10) son desbloqueadas con el parche de actualización debido a que ya no se repiten dicho periodo.

### Liga dorada
La liga dorada (o Golden League) es uno de los eventos exclusivos para la arcade dorada. Los detalles se encuentran en la página principal de la serie.
El historial de la liga dorada es el siguiente (sin incluir a los cursos):
| Fase                 | Canción (dificultad)               | Clase inicial   | Situación actual        |
| Carpeta DDR A20      | Carpeta DDR A20                    | Carpeta DDR A20 | Carpeta DDR A20         |
| -------------------- | ---------------------------------- | --------------- | ----------------------- |
| 1                    | Avenger                            | Plata           | Liberada para todos (*) |
| 2                    | New Era                            | Oro             | Liberada para todos     |
| 3                    | Give Me                            | Oro             | Liberada para todos     |
| 4                    | Ace out                            | Oro             | Liberada para todos     |
| 5                    | The World Ends Now                 | Oro             | Liberada para todos     |
| 6                    | Rampage Hero                       | Oro             | Liberada para todos     |
| 7                    | ALPACORE                           | Oro             | Liberada para todos     |
| 8                    | Starlight in the Snow              | Oro             | Liberada para todos     |
| 9                    | Glitch Angel                       | Oro             | Liberada para todos     |
| 10                   | Golden Arrow                       | Oro             | Liberada para todos     |
| 11                   | CyberConnect                       | Oro (**)        | Liberada para todos     |
| Carpeta DDR A20 PLUS |                                    |                 |                         |
| 1 PLUS               | DIGITALIZER                        | Oro             | Liberada para todos     |
| 2 PLUS               | Draw the Savage                    | Oro             | Liberada para todos     |
| 3 PLUS               | MUTEKI BUFFALO                     | Oro             | Liberada para todos     |
| 4 PLUS               | Going Hypersonic                   | Oro             | Liberada para todos     |
| 5 PLUS               | Lightspeed                         | Oro             | Bronce                  |
| 6 PLUS               | Run The Show                       | Oro (**)        | Bronce                  |
| 7 PLUS               | Yuni's Nocturnal Days              | Oro             | Bronce                  |
| 8 PLUS               | Good Looking                       | Oro (**)        | Bronce                  |
| 9 PLUS               | Step This Way                      | Oro             | Plata                   |
| 10 PLUS              | Come Back To Me                    | Oro             | Plata                   |
| 11 PLUS              | actualization of self (weaponized) | Oro             | Plata                   |
| 12 PLUS              | Better Than Me                     | Oro             | Plata                   |
| 13 PLUS              | DDR TAGMIX -LAST DanceR-           | Oro             | Oro                     |
| 14 PLUS              | THIS IS MY LAST RESORT             | Oro             | Oro                     |

Nota
- (*): fue liberada antes de empezar la fase 1 PLUS.
- (**): Estas fases no aplican descenso, y en el caso de la fase 11, debido al COVID-19.
- Dan 9, Dan 10 y Kaiden req. clases bronce, plata y oro respectivamente.

### SUMMER DANCE CAMP
SUMMER DANCE CAMP es un evento crossover que se agregó el 8 de agosto de 2019 en donde participa este juego con DANCERUSH STARDOM. La primera partida del día obtiene una estampilla para el juego actual y 2 para el juego opuesto. En cada temporada, una de las canciones es desbloqueada por defecto en la primera partida del evento. Al obtener todas las estampillas, se desbloquean las demás canciones. Cada temporada tiene sus fechas de inicio y de cierre, en donde no se puede conseguir canciones o estampillas fuera de plazo. No hay carpetas en la categoría Eventos debido a que se desbloquean directamente. En caso de que los jugadores quieran desbloquear canciones fuera de plazo, la temporada 2019 fue liberada con el lanzamiento de A20 PLUS pero las siguientes temporadas deben desbloquearlas vía EXTRA SAVIOR. En ese caso, se agregará dichas carpetas en la categoría Eventos con un marcado EXTRA SAVIOR PLUS.

### Touhyou senbatsusen
Ichika no BEMANI touhyou senbatsusen 2019 (いちかのBEMANI投票選抜戦2019?) es un evento crossover que se agregó el 12 de septiembre y terminó el 14 de octubre de 2019 en donde participa este juego con DANCERUSH STARDOM, IIDX Rootage, pop'n music peace, GITADORA Exchain, jubeat festo, SOUND VOLTEX VIVID WAVE, Nostalgia Op.2, Mahjong fight club GRAND MASTER y BASEBALL COLLECTION, y debuta la inteligencia artificial en forma de chica llamada Ichika (いちか). 最小三倍完全数 es la canción que se desbloquea por sí solo en este juego. Todas las canciones se desbloquean por votación desde e-amusement gate. En esta entrega, los votos emitidos por los usuarios en e-amusement gate permitirán a los usuarios:
| N.º votos | Función por desbloquear                                     | Situación actual                                                                                |
| --------- | ----------------------------------------------------------- | ----------------------------------------------------------------------------------------------- |
| 100 000   | Instalar canciones de las temporadas de Halloween           | DDR A20: 4 en la lista inicial, A20 PLUS: 2 desbloqueables vía EXTRA SAVIOR PLUS                |
| 250 000   | Instalar dificultades CHALLENGE a las canciones de eventos  | Finalizado                                                                                      |
| 500 000   | Que ENDYMION sea candidato a POLICY BREAK para Sound Voltex | Finalizado                                                                                      |
| 1 000     | Usar sus edits de usuario                                   | en evaluación, debido a que las arcades DDR(2013) y 20th Anniversary no cuentan con ranuras USB |

Además, la canción más votada ("Trill Auf G") fue agregada a todos los juegos semanas después de terminado el evento como canción por defecto (inicialmente bloqueada a los jugadores que no tienen cuenta), y el 25 de junio de 2020 todas las canciones ya fueron desbloqueadas.

### DDR 20th AnniversaryGRAND FINALE
Para cerrar el aniversario 20, a finales de 2019, se agregaron dificultades CHALLENGE a todas las canciones de la carpeta del aniversario 20 como la GRAND FINALE del dicho aniversario. Mientras que el evento estuvo disponible hasta el fin de 2019, los usuarios debieron desbloquear todas las dificultades CHALLENGE acumulando puntaje Supernova2 y el ranking solo se calificaba el EX SCORE más alto. Las dificultades se pudieron adquirirse por separado en SINGLE y DOUBLE. El puntaje Supernova2 se multiplicaba x1.5 en caso de jugar canciones de DDR SELECTION y se combinaba en VERSUS.

### DDR CHALLENGE Carnival
Continuando con lo prometido de Touhyou senbatsusen, DDR CHALLENGE Carnival partió el 19 de diciembre de 2019. Como su nombre lo indica, con cada partida se obtiene una estampilla, y si se obtiene todas, se desbloquea las dificultades CHALLENGE de ciertas canciones. No hay carpetas en la categoría Eventos debido a que, al igual que SUMMER DANCE CAMP, se desbloquean directamente, cada temporada tiene sus fechas de inicio y de cierre, en donde no se puede conseguir dificultades o estampillas fuera de plazo.
Nota
Si la dificultad se instala en una canción proveniente de un evento o de FLOOR INFECTION que no fuese desbloqueada, seguirá siendo inaccesible, sin importar el conteo de estampillas.

### KONAMI Arcade Championship
Por cada versión de la copa de arcades KAC, aparece 2 carpetas divididas. Solo se activa estas carpetas los días del torneo, siendo bloqueadas al terminar el acceso al torneo y no activa ENCORE EXTRA. Si la canción proviene de un evento desbloqueable, de EXTRA SAVIOR o de EXTRA EXCLUSIVE, será desbloqueado durante el evento. Al registrarse, los jugadores desbloquearán una o dos canciones antes de que la fase de clasificación terminara. Los jugadores clasificados deben asistir al edificio (o al evento JAEPO) indicado para competir en la final. Al terminar el torneo, se anunciará su liberación para partida regular, pero puede tomar unos meses de retraso liberar canciones exclusivas del torneo (o años si ocurre un caso fortuito como la pandemia).

### Ichika's Chou janken taikai
Ichika no BEMANI chou janken taikai 2020 (いちかのBEMANI超じゃんけん大会2020?) es un evento crossover que partió el 7 de mayo de 2020, en donde participa este juego con DANCERUSH STARDOM, IIDX HEROIC VERSE, pop'n music peace, GITADORA NEX+AGE, jubeat festo, Nostalgia Op.3 y SOUND VOLTEX VIVID WAVE, y debuta las otras chicas llamadas Nono, y Miya, además de Ichika. Cada día, los jugadores se enfrentan vía piedra, papel o tijeras contra las tres mascotas BEMANI, una por mascota, 3 en total y obtendrán las estampillas, 20 de ellas son para desbloquear canciones en un juego determinado (4 canciones por juego en total). "ラブキラ☆スプラッシュ" es la única canción que aparece en todos los juegos mientras que las 3 canciones restantes en cada juego son crossovers.
A diferencia de otros eventos, todas las canciones se desbloquean directamente desde el sitio. El 15 de junio de 2020, se inició el desbloqueo de canciones vía estampillas. El evento terminó el 31 de agosto de 2020. El 21 de octubre de 2021, todas las canciones de esa carpeta fueron movidas a EXTRA SAVIOR.

### Maishuu!IchikaNono no Chou BEMANI Rush
Maishuu! IchikaNono no Chou BEMANI Rush 2020 (毎週！いちかののの超BEMANIラッシュ2020?) es un evento crossover que partió el 29 de julio de 2020, en donde participa este juego con DANCERUSH STARDOM, IIDX HEROIC VERSE (incompatible con BISTROVER, debido al lanzamiento el día anterior al término), pop'n music peace, GITADORA NEX+AGE, jubeat festo, Nostalgia Op.3 y SOUND VOLTEX VIVID WAVE. No hubo cambios en las mascotas Bemani, pero Nono se tomó el control del sitio web días antes de terminado el evento, renombrando de "Maishuu! Ichika no Chou BEMANI Rush" a "Maishuu! Nono no Chou BEMANI Rush". "Sparkle Smilin'" se desbloquea por si sola en todos los juegos. "狂水一華" req. desbloquear todas las canciones de la selección de Ichika. "Jetcoaster Windy" req. "狂水一華". Las selecciones de Ichika y Nono permiten desbloquear canciones, esta última desde e-amusement gate. La selección de Miya también participa Mahjong Fight Club Shippuu y BASEBALL COLLECTION, en donde los jugadores obtuvieron al menos 100 rush y así participaron por una de las 200 figuras de acrílico, 100 de ellas para los 100 mejores, basado en el ranking rush. El evento terminó el 29 de octubre de 2020. El 21 de octubre de 2021, la carpeta del evento fue movida a EXTRA SAVIOR.

### Course Trial
Course Trial es otro evento en donde se puede desbloquear canciones desde cursos. Cada curso dentro de la carpeta "Course Trial" tiene su límite de tiempo y es evaluado por el EX-SCORE. Si se completa el curso dentro de plazo, se desbloqueará la canción que lo contiene. Si se termina el tiempo del curso, será movida a la carpeta de cursos del juego actual, pero se dificultará desbloquear canciones debido a que se usará EX-SCORE para ello.

### BEMANI MusiQ FES
BEMANI MusiQ FES es un evento crossover que partió el 18 de noviembre de 2020, en donde participa este juego con DANCERUSH STARDOM, IIDX BISTROVER, pop'n music peace (posteriormente Kamei Riddles), GITADORA NEX+AGE, jubeat festo, Nostalgia Op.3, SOUND VOLTEX VIVID WAVE y Quiz Magic Academy Kibou no toki. El evento terminó el 12 de enero de 2021 y todas las canciones fueron liberadas el 18 de febrero de 2021.

### Busou Shinki BC×BEMANI kadou kinen campaign
Busou Shinki BC×BEMANI kadou kinen campaign (武装神姫BC×BEMANI 稼働記念キャンペーン?) es un evento crossover que partió el 24 de diciembre de 2020, en donde participa este juego con DANCERUSH STARDOM, IIDX BISTROVER, pop'n music Kamei Riddles, GITADORA NEX+AGE, jubeat festo, Nostalgia Op.3, SOUND VOLTEX VIVID WAVE y Armored Princess: Battle Conductor. La única canción, "ここからよろしく大作戦143", se desbloqueaba jugando una vez Battle Conductor o 10 partidas del juego destino. El evento terminó el 22 de enero de 2021 y dicha canción fue liberada el 1.º de marzo de 2021.

### BEMANI PRO LEAGUE ōen gakkyoku kaikin Stamp Rally
BEMANI PRO LEAGUE ōen gakkyoku kaikin Stamp Rally (BPL応援 楽曲解禁スタンプラリー?) es un evento crossover que partió el 18 de junio de 2021 como parte de BEMANI PRO LEAGUE 2021, en donde participa este juego con DANCERUSH STARDOM, IIDX BISTROVER, pop'n music Kamei Riddles, GITADORA High Voltage, jubeat festo, Nostalgia Op.3 y SOUND VOLTEX EXCEED GEAR. Al ingresar el sitio oficial y ver las primeras 7 transmisiones de BEMANI PRO LEAGUE o sus videos archivados, se obtiene una estampilla por video y con 7 se obtiene en IIDX un personaje Qpro, una puerta y un disco, todos de BPL, y se obtiene 5 boletos Okaken y en DDR o en cualquier otro juego fuera de IIDX se desbloquea las canciones, una por juego. Para la segunda vuelta, con 7 estampillas en DDR o en cualquier otro juego fuera de IIDX se desbloquea las canciones y en IIDX se obtiene 20 boletos Okaken. La primera vuelta son 7 videos, la segunda son 7, la semifinal son 3 y la final es uno solo. No es necesario ver el video entero para obtener la estampilla. 
Nota
La canción "LOVE♥SHINE" que se iba a desbloquear en GITADORA y que fue anunciada en la primera vuelta de la liga proviene de DDR EXTREME, y es la única canción que no proviene de beatmania IIDX.

### BEMANI 2021 manatsu no utagassen 5-ban shōbu
BEMANI 2021 manatsu no utagassen 5-ban shōbu (BEMANI 2021真夏の歌合戦5番勝負?) es un evento crossover que partió el 27 de julio de 2021 y terminó el 30 de septiembre de 2021, en donde participa este juego con DANCERUSH STARDOM, IIDX BISTROVER, pop'n music Kamei Riddles, GITADORA High Voltage, jubeat festo, Nostalgia Op.3 y SOUND VOLTEX EXCEED GEAR, junto con Quiz Magic Academy 夢幻の鏡界 y Card Connect. El 27 de julio de 2021 Konami seleccionó varios artistas, el 28 de julio los dividió en equipos rojo y azul y el 29 de julio empezó formalmente el evento. Depende del método de pago (exc. FREE PLAY y modo evento) o de los objetivos en jubeat, QMA o Card Connect, los jugadores van acumulando YELL, y todas las canciones se desbloquean acumulando 7200 YELL cada una vía web (3200, en caso de canciones de la fecha 3). Los YELL obtenidos fuera de QMA o Card Connect no se pueden usar para desbloquear canciones del equipo contrario mientras que los YELL obtenidos en QMA o Card Connect se pueden usar para desbloquear canciones de ambos equipos. Además, ambos equipos se enfrentaron en un duelo musical. Por cada fecha, cada equipo lanzó su propia canción y se instaló en 4 de los 8 juegos Bemani (exc. las canciones de la fecha 3 y la canción bonus, que se instalaron en todos los 8 juegos). La canción bonus para el equipo rojo es creada por BEMANI Sound Team "dj TAKA & DJ YOSHITAKA & SYUNN" y la del azul iba a ser presentada por BEMANI Sound Team "猫叉Master & あさき & Yvya". Los jugadores eligieron a uno de esos 2 equipos y el 9 de septiembre de 2021 el equipo ganador fue el rojo. En la final de BEMANI PRO LEAGUE 2021, la canción ganadora se llamó "triple cross". El 5 de noviembre de 2021 se anunció la canción faltante "Aftermath". Son 2 canciones para todos los juegos, 4 por juego, la canción ganadora del equipo rojo, la canción faltante del equipo azul, 8 en total por juego y 12 en total (13, contando con la canción final, "恋愛観測 -2021真夏のエンディング ver.-", introducida en GITADORA y NOSTALGIA).

### Crossovers con DDR GP
Los usuarios que compren los packs de DDR GP y tengan activada la suscripción del mismo juego obtiene las canciones exclusivas. Los usuarios que desactivan la suscripción (para desinstalar el juego, por ejemplo), que pidan un reembolso o que fueron expulsados perderán dichas canciones.

## DDR SELECTION
Proveniente de DDR A, la categoría DDR SELECTION fue alterada sigilosamente. Los detalles se encuentran en la página principal de la serie.
Las dos últimas carpetas, la del aniversario 20 y la de celebraciones, incluye las nuevas canciones, pero a diferencia de DDR A, todas las dificultades están disponibles por defecto y marcadas en dorado. ANNIVERSARY ∴∵∴ ←↓↑→ y シュレーディンガーの猫 debutaron con el doble aniversario 20 de DDR y pop'n music y se agrega a la carpeta celebraciones DDR MEGAMIX de pop'n music y Love♡Shine わんだふるmix de Sound Voltex, ambas de la campaña de Twitter.

## Desarrollo

### Arcade DDR 20th anniversary (dorado)
DDR A20 fue anunciado en la final de KAC N.º 8 durante la competencia final de DDR A. El 3 de marzo de 2019 un usuario en Twitter publicó el póster en donde la arcade dorada se instaló el 20 de marzo de 2019, las canciones de prueba (como las del aniversario 50 de Konami) fueron instaladas una semana después en la precuela y el juego fuera de dicha arcade se instaló con meses de retraso, pero con interfaces distintas. La interfaz dorada (se diferencia con su versionado MDX:J:I:A:~) incluye licencias legendarias, los cursos CLASS y la Liga Dorada, que no estaban presentes en la interfaz azul (cuyo versionado es MDX:x:A:A:~ -cabinas X-, MDX:x:B:A:~ -cabinas Supernova2- y MDX:x:C:A:~ -cabinas DDR(2013)-). La lista inicial fue creada por comisionados y solo 2 artistas de BEMANI Sound Team aparecieron: U1-ASAMI en la lista inicial y SYUNN como compositor de sonido de interfaz. Sota y TAG, también de BEMANI Sound Team, aparecieron en la liga dorada y en EXTRA EXCLUSIVE respectivamente, Yoshihiko Koezuka, DJ TAKA, Gekidan Records y DJ TOTTO en los 50th Memorial Songs (sin acreditarlos en el juego y en el sitio web del mismo), los artistas de BEMANI Sound Team restantes (como Yvya) aparecieron mediante eventos (excluyendo crossovers) y Mutsuhiko Izumi se retira de BEMANI al cumplir 60 años tras crear "Six String Proof" con Yvya, que debutó en un evento crossover.
En Norteamérica el 15 de mayo de 2019, DDR A20 fue importado por Round 1 USA. Las arcades doradas se ejecutan con un software japonés, y por defecto, estaba ajustada en Osaka en vez del país o región de la arcade actual en el selector de países.

### Kits de mejoras (azul)
El 2 de junio de 2019, el vicepresidente de Dave & Busters Kevin Bachus confirmó una versión localizada de DDR A20 en Norteamérica, lo cual sobreescribe a todas las máquinas DDR(2013) que contengan versiones antiguas. Bachus también anunció que va a adquirir las arcades doradas.
Los kits de mejoras se instalaron el 24 de julio de 2019 en Japón y sureste asiático. No obstante, según la cuenta de UNIANA en Twitter, avisa que se instaló el kit de mejoras de DDR A20 el 1.º de agosto de 2019 en Corea. Si bien el juego se instala mediante métodos en línea en Japón, Asia y Corea, en Norteamérica, debido a que no pudieron actualizar el juego por conexión debido al mantenimiento de los servidores, recibieron nuevos kits, en donde tiene una nueva llave de licencia y un pendrive para actualizar el juego. Ciertas canciones que tengan problemas de licencia (como "The Light" o las provenientes de EXIT TUNES) siguen presentando dichos problemas, mientras que otras (como los arreglos touhou) ya están disponibles. El 19 de junio de 2020 recibió nuevas máquinas DDR(2013), pero en vez de versiones MDX norteamericanas, contiene sus contrapartes TDX, y dicha versión inicialmente solo se encuentra en Hawaí. La lista de canciones, en vez de la versión de EE. UU., se basa en la lista asiática.

### DDR A20 PLUS
DDR A20 PLUS fue lanzado como una expansión el 1 de julio de 2020 en arcades doradas y una semana después la interfaz azul fuera de dicho modelo. Konami publicó el conteo de la expansión en los hilos de Twitter finalizando junio de 2020. A diferencia de las otras versiones PLUS, A20 PLUS tiene un soporte más largo y una gran cantidad de canciones.
En arcades doradas, se rediseñaron todas las 11 dificultades de los cursos CLASS, incluyendo en las dificultades más bajas canciones en DIFFICULT, que es más fácil que las canciones en EXPERT y CHALLENGE.

## Canciones
La lista de canciones está basada en las versiones japonesas (MDX:J:y:A:~) y TDX norteamericanas de A20 PLUS: 186 canciones nuevas + 1 exclusiva para DDR A20 + 4 liberadas de la liga dorada PLUS + 19 proveniente de cursos - 21 eliminadas debido a término de licencia que aparecen en todas las arcades sin importar el modelo y 15 exclusivas para la edición oro, que únicamente está en arcades 20th Anniversary (MDX:J:I:A:~).
El conteo de canciones en total cambia en las versiones japonesas, asiáticas, coreanas y TDX norteamericanas: 1008 en ambas versiones (en arcades 20th Anniversary Model), 1004 en A20 PLUS (en arcades 20th Anniversary Model), 993 en ambas versiones (en los demás modelos de arcade), 985 en A20 PLUS (en los demás modelos de arcade), 897 en A20 (en arcades 20th Anniversary Model) y 892 en DDR A20 (en los demás modelos de arcade y considerando liberación de canciones de liga dorada). Dicho conteo puede cambiar en las versiones europeas y MDX norteamericanas.
Se mantiene la lista de canciones eliminadas de DDR(2013) y (2014) y DDR A, y se han detectado 41 canciones bloqueadas, 2 eliminadas y todas solo contienen CHALLENGE y solo se pueden acceder a ellas las cuentas registradas desde la versión 2017 de DDR A en adelante, incluyendo este juego y su expansión. Todas las canciones antiguas fueron cambiadas a blancas (partida regular) y las únicas canciones que son desbloqueadas por el usuario son amarillas. Canciones que requieren e-amusement pass son contadas como canciones antiguas, y se encuentran encima de las canciones eliminadas. Canciones EXTRA SAVIOR de esta entrega están marcadas con un fondo verde oscuro (toda la fila o solo el título de la canción si esta proviene de otro evento involucrado) y canciones EXTRA EXCLUSIVE siguen siendo rojas. Canciones con negrita originalmente estaban bloqueadas pero ya se encuentran disponibles, en cursiva entre paréntesis indica romanización y en negrita entre paréntesis las traducciones. Canciones del aniversario 50 están marcadas en rojo con fuente blanca en este artículo. Canciones en plomo son eliminadas. Funciones, dificultades challenge nuevas, o eventos que no contienen canciones ocupa la fila entera en vez de la fila dividida en tres.
| Canción | Artista | Comentarios |
| Carpeta DDR A20 | Carpeta DDR A20 | Carpeta DDR A20 |
| Licencias (14 en total) | Licencias (14 en total) | Licencias (14 en total) |
| Pop occidental Categorizadas en la lista género en la carpeta de canciones mundiales. | Pop occidental Categorizadas en la lista género en la carpeta de canciones mundiales. | Pop occidental Categorizadas en la lista género en la carpeta de canciones mundiales.                                                          |
| --- | --- | --- |
| "Alone" 🎬 | Marshmello | del álbum Monstercat 027 – Cataclysm |
| "Clarity" 🎬 | Zedd feat. Foxes | del álbum del mismo nombre |
| "I'm an Albatraoz" 🎬 | AronChupa | del álbum del mismo nombre |
| "New Rules" 🎬 | Dua Lipa | del álbum Dua Lipa |
| "No Tears Left to Cry" 🎬 | Ariana Grande | del álbum Sweetener |
| "Party Rock Anthem" 🎬 | LMFAO | del álbum Sorry for Party Rocking |
| "Play Hard" 🎬 | David Guetta feat. Ne-Yo, Akon | del álbum Nothing but the Beat 2.0 |
| "Something Just Like This (Alesso Remix)" | The Chainsmokers & Coldplay | del álbum "Something Just like This" |
| Arreglos Touhou Project | | |
| "最終鬼畜妹フランドール・S" (†U) (Saishuu kichiku imouto Flandre-S)🎬 | ビートまりお(COOL&CREATE) | Remix del BGM del juego the Embodiment of Scarlet Devil de SOUND VOLTEX II -infinite infection-                                                |
| "ナイト・オブ・ナイツ (Ryu☆Remix)" (†U) | Remezclado por Ryu☆ | del álbum de Ryu☆ オールナイト・オブ・ナイツ ルナティック                                                                                      |
| Otras licencias | | |
| "毒占欲" 🎬 (†E) (Dokusenyoku) | DECO*27 | Del álbum Conti New |
| "妄想感傷代償連盟" 🎬 (†E) (Mōsō kanshō daishō renmei) | DECO*27 | del álbum "GHOST" |
| "すきなことだけでいいです" 🎬 (†E) (Sukina koto dakede ī desu) | ピノキオピー | del álbum "HUMAN" |
| "令和" (†U)(†E) 🎬 (Reiwa) | ゴールデンボンバー | Licencia de Euclid Agency Inc. |
| Licencias legendarias (5 en total) Exclusivas para ediciones Gold, sin importar versión | | |
| "HAVE YOU NEVER BEEN MELLOW (20th Anniversary Mix)" | nc ft. Kanae Jasmine Asaba | Tributo a "Have You Never Been Mellow", de DDR(1st)                                                                                            |
| "CARTOON HEROES (20th Anniversary Mix)" | nc ft. Jasmine And DARIO TODA | Tributo a "CARTOON HEROES (Speedy Mix)", de DDR EXTREME                                                                                        |
| "LONG TRAIN RUNNIN' (20th Anniversary Mix)" | Haruki Yamada(ATTIC INC.) with Bodhi Kenyon | Tributo a "LONG TRAIN RUNNIN'", de DDRMAX2 y Supernova                                                                                         |
| "SKY HIGH (20th Anniversary Mix)" | Haruki Yamada (ATTIC INC.) with Martin Leroux | Tributo a "SKY HIGH", de DDR Solo 2000 y EXTREME                                                                                               |
| "BUTTERFLY (20th Anniversary Mix)" | BEMANI Sound Team "Sota F." (Feat. Starbiz) | Tributo a "BUTTERFLY", de DDR(1st) |
| Originales (32 en total) Nota: Puede incluir crossovers | | |
| "Dead Heat" | Maozon | Original de Konami |
| "District of the Shadows" | DJ Noriken | Original de Konami |
| "Drop The Bounce" | Hommarju | Original de Konami |
| "Neverland" | ARM (IOSYS) feat. Nicole Curry | Original de Konami |
| "Procyon" | 矢鴇ツカサ | Original de Konami |
| "Seta Para Cima↑↑" | BEMANI Sound Team "U1 overground" | Original de Konami |
| "Starry Sky" | DJ Genki feat. Mayumi Morinaga | Original de Konami |
| "This Beat Is....." | Shoichiro Hirata | Original de Konami |
| "Waiting" | nc ft.NRG Factory | Original de Konami |
| "Get On Da Floor" | DJ Shimamura | Original de Konami |
| "Helios" | xac | Original de Konami |
| "Skywalking" | Nhato | Original de Konami |
| "SODA GALAXY" | KO3 | Original de Konami |
| "Toy Box Factory" | まろん（IOSYS） | Original de Konami |
| "F4SH10N" | aran | Original de Konami |
| "Our Soul" | CaZ | Original de Konami |
| "Right Time Right Way" | KAN TAKAHIKO | Original de Konami |
| "BLSTR" | Ujico* | Original de Konami |
| "CROSS" | TeddyLoid | Original de Konami |
| "LEVEL UP" | TORIENA | Original de Konami |
| "未来（ダ）FUTURE" (Mirai (da) FUTURE) | seiya murai | de ミライダガッキ FutureTomTom |
| "IRON HEART" | BUNNY | Original de Konami |
| "Stay 4 Ever" | CHEAP CREAM | Original de Konami |
| "Bounce Trippy" | Dustvoxx | Original de Konami |
| "ENDLESS" | FN2(Eurobeat Union) | Original de Konami |
| "I Love You" | O/iviA | de beatmania IIDX 25 CANNON BALLERS Campaña de San Valentín 2020                                                                               |
| "どきドキ バレンタイン" (Dokidoki Valentine) | ひまわり∗パンチ | de GITADORA Tri-Boost Campaña de San Valentín 2020                                                                                             |
| "Re:GENERATION" | TAG feat. ERi | de beatmania IIDX 20 Tricoro |
| "Hunny Bunny" | U1 overground | de jubeat Qubell |
| "DIGITAL LUV" | ハレトキドキ | Original de Konami |
| "Mythomane" | Hylen | Original de Konami |
| "SWEET HOME PARTY" | 劇団レコード | Campaña de Halloween 2019 (100 000 votos obtenidos en touhyou senbatsusen) de jubeat prop                                                      |
| "Une mage blanche" | Dormir | Campaña de Halloween 2019 (100 000 votos obtenidos en touhyou senbatsusen) de REFLEC BEAT limelight                                            |
| "未完成ノ蒸氣驅動乙女(DDR Edition)" (Mikansei no jouki kudō otome(DDR Edition)) | U1 overground | Campaña de Halloween 2019 (100 000 votos obtenidos en touhyou senbatsusen) de pop'n music うさぎと猫と少年の夢                                 |
| Aniversario N.º 50 de Konami (4 en total) | | |
| "50th Memorial Songs -Beginning Story-" (DDR A OK) 🎬 | BEMANI Sound Team (Artista original: BEMANI Sound Team "Yoshihiko Koezuka") | Aniversario N.º 50 de Konami Juegos usados: Scamble, Yie Ar Kung Fu, Twinbee, Gambare Goemon y el 1.er Gradius.                                |
| "50th Memorial Songs -二人の時 ～under the cherry blossoms～-" (DDR A OK) 🎬 (50th Memorial Songs -futari no toki ～under the cherry blossoms～-) | BEMANI Sound Team (compuesto por Tokimeki Memorial Sound Team y arreglado por BEMANI Sound Team "DJ TAKA") | Aniversario N.º 50 de Konami Remix de 二人の時 Juegos usados: Toda la serie Tokimeki Memorial (incluyendo Tokimeki Idol)                       |
| "50th Memorial Songs -Flagship medley-" (DDR A OK) 🎬 | BEMANI Sound Team (Arreglado por BEMANI Sound Team "劇団レコード") | Aniversario N.º 50 de Konami Juegos usados: Winning Eleven 2007, Jikkyou Powerful Pro Yakyuu 6, Mahjong Fight Club y Metal Gear                |
| "50th Memorial Songs -The BEMANI History-" (DDR A OK) 🎬 | BEMANI Sound Team (Compuesto por exempleados de Konami (E.O.S., DJ Simon, NAOKI, Hirofumi Sasaki, DJ Nagureo y Toshio Sakurai) y por BEMANI Sound Team (wac, DJ Taka, Tomosuke y DES-ROW) y arreglado por BEMANI Sound Team "DJ TOTTO") | Aniversario N.º 50 de Konami Juegos usados: Beatmania (toda la serie), DDR(1st) y 2ndMIX y versiones tempranas de IIDX, GITADORA y pop'n music |
| Provenientes de HinaBitter♪ (6 en total) | | |
| "スイーツはとまらない♪" (DDR A OK) (Sweets wa tomaranai~) | 日向美ビタースイーツ♪ | De ひなビタ♪ (HinaBitter♪) |
| "熱情のサパデアード" (DDR A OK) (Netsujō no zapadeado) | 日向美ビタースイーツ♪ | De ひなビタ♪ (HinaBitter♪) |
| "革命パッショネイト" (DDR A OK) (Kakumei passionate) | 日向美ビタースイーツ♪ | De ひなビタ♪ (HinaBitter♪) |
| "ヒカリユリイカ" (DDR A OK) (Hikari eureka) | ここなつ | De ひなビタ♪ (HinaBitter♪) |
| "ベビーステップ" (DDR A OK) (Baby step) | ここなつ | De ひなビタ♪ (HinaBitter♪) |
| "ホーンテッド★メイドランチ" (Haunted★maid lunch) | 日向美ビタースイーツ♪ | Campaña de Halloween 2019 (100 000 votos obtenidos en touhyou senbatsusen) De ひなビタ♪ (HinaBitter♪)                                          |
| SUMMER DANCE CAMP 2019 (3 en total) | | |
| "Small Steps" | かめりあ | de DANCERUSH STARDOM |
| "DOWNER & UPPER" | BEMANI Sound Team "DJ TOTTO" | de DANCERUSH STARDOM |
| "Crazy Shuffle" | Yooh | de DANCERUSH STARDOM |
| touhyou senbatsusen (9 en total) | | |
| "Trill auf G" | BEMANI Sound Team "dj taka" | Canción por defecto en beatmania IIDX 26: Rootage basado en "Air auf der G-Saite", de August Wilhelmj                                          |
| "最小三倍完全数" (Saishō sanbai kanzensū) (the smallest 3-perfect number) | DJ TECHNORCH | Canción por defecto en este juego |
| "BLACK JACKAL" | Akira Complex | Canción por defecto en DANCERUSH STARDOM |
| "Six String Proof" | BEMANI Sound Team "Yvya × Mutsuhiko Izumi" | Canción por defecto en GITADORA Exchain |
| "toy boxer" | BEMANI Sound Team "S-C-U & SYUNN" | Canción por defecto en jubeat festo |
| "おーまい！らぶりー！すうぃーてぃー！だーりん！" (Oh my! lovely! sweety! darling!) | BEMANI Sound Team "PON" feat. NU-KO | Canción por defecto en pop'n music peace |
| "voltississimo" | BEMANI Sound Team "PHQUASE" | Canción por defecto en SOUND VOLTEX Vivid Wave                                                                                                 |
| "Afterimage d'automne" | BEMANI Sound Team "猫叉劇団" | Canción por defecto en Nostalgia op.2 |
| "ミッドナイト☆WAR" (Midnight WAR) 🎬 | いちか | de touhyou senbatsusen |
| FLOOR INFECTION (3 canciones, 500 000 votos obtenidos en touhyou senbatsusen) | | |
| "ΩVERSOUL" | BlackY | FLOOR INFECTION N.º 38: SOUND VOLTEX Vivid Wave X DDR A20 de SOUND VOLTEX IV HEAVENLY HAVEN                                                    |
| "Firestorm" | ETIA. | FLOOR INFECTION N.º 38: SOUND VOLTEX Vivid Wave X DDR A20 de SOUND VOLTEX III GRAVITY WARS                                                     |
| "Lachryma《Re:Queen’M》" | かねこちはる | FLOOR INFECTION N.º 38: SOUND VOLTEX Vivid Wave X DDR A20 de SOUND VOLTEX III GRAVITY WARS                                                     |
| EXTRA SAVIOR (4 en total) | | |
| Vol. 11 Ichika's Chou janken taikai | | |
| "Silly Love" 🎬 | DÉ DÉ MOUSE | Extra Stage N.º 29 de beatmania IIDX 27 HEROIC VERSE                                                                                           |
| "星屑の夜果て" (Hoshikuzu no yoru hate) | BEMANI Sound Team "HuΣeR × MarL × SYUNN" | Extra Stage N.º 30 de pop'n music peace |
| "び" (Bi) | 立秋 feat.ちょこ | Extra Stage N.º 31 de Sound Voltex Vivid Wave                                                                                                  |
| "ラブキラ☆スプラッシュ" (Love kira☆splash) 🎬 | BEMANI Sound Team "Sota F." feat. いちか | Extra Stage N.º 32 Original de Ichika |
| EXTRA EXCLUSIVE (2 en total) | | |
| "ORCA" | かめりあ | EXTRA EXCLUSIVE LV 1 |
| "Splash Gold" | BEMANI Sound Team "TAG underground" | EXTRA EXCLUSIVE LV 2 |
| KONAMI Arcade Championship (2 en total) | | |
| "ランカーキラーガール" (Ranker killer girl) | 中島由貴 × いちか (Composición creada por BEMANI Sound Team "dj TAKA") | Edición 9 |
| "The History of the Future" 🎬 | BEMANI Sound Team "U1×TAG" | Edición 9 |
| Liga dorada (11 en total, todas liberadas) | | |
| "Avenger" | Usao | Fase 1 |
| "New Era" | BEMANI Sound Team "Sota F." | Fase 2 |
| "Give Me" | Relect | Fase 3 |
| "Ace out" | BEMANI Sound Team "SYUNN" | Fase 4 Canción de interfaz para esta entrega.                                                                                                  |
| "The World Ends Now" | Akira Complex | Fase 5 |
| "Rampage Hero" | DJ Shimamura | Fase 6 |
| "ALPACORE" | Cranky | Fase 7 |
| "Starlight in the Snow" | BEMANI Sound Team "劇団レコード" ft.Lisa - paint with stars | Fase 8 |
| "Glitch Angel" | Lapix | Fase 9 |
| "Golden Arrow" | Zekk | Fase 10 |
| "CyberConnect" | Blacklolita | Fase 11 |
| Canciones bloqueadas en modelos MDX norteamericanos (4 en total) Todas tuvieron problemas de licencia en esta versión y debutaron en la siguiente versión. | | |
| "ロストワンの号哭" | Neru | de Dance Dance Revolution A |
| "脳漿炸裂ガール" (†E) | れるりり | de Dance Dance Revolution A |
| "幸せになれる隠しコマンドがあるらしい" | うたたP feat. 結月ゆかり | de Dance Dance Revolution A |
| "初音ミクの消失" | cosMo@暴走P feat. 初音ミク | de Dance Dance Revolution A |
| Canciones exclusivas para DDR A20 (4 en total) | | |
| Eliminada el 7 de marzo de 2022 | | |
| "The Light" (DDR A OK) 🎬 | W&W ft. Kizuna AI | del álbum del mismo nombre Categorizada en la lista género en la carpeta de canciones mundiales.                                               |
| Eliminadas el 18 de abril de 2022 | | |
| "ライアーダンス" (DDR A OK) 📜 (Liar Dance) | DECO*27 | del álbum "GHOST" |
| "腐れ外道とチョコレゐト" (DDR A OK) 📜 (Kusare gedō to chocolate) | ピノキオピー | del álbum "Obscure Questions" |
| "タイガーランペイジ" (DDR A OK) 🎬 (Tiger rampage) | sasakure.UK | del álbum "幻実アイソーポス" |
| Carpeta DDR A20 PLUS | | |
| No seleccionable | | |
| "LET'S CHECK YOUR LEVEL!" ("This Beat Is.....") | (Sin autor) Título de canción escrito en japonés como "適正レベル測定" | Verificación de nivel en caso de fallar la primera canción.                                                                                    |
| Licencias (19 en total) Ninguna de estas canciones se encuentran disponibles en modelos MDX norteamericanos ni en Europa, debido a problemas de licencia. | | |
| Provenientes de anime o videojuegos | | |
| "SHINY DAYS" 🎬 | 亜咲花 | Opening del anime ゆるキャン△ |
| "なだめスかし Negotiation" (Nadame sukashi Negotiation) 🎬 | 鹿乃と宇崎ちゃん | Opening del anime Uzaki-chan Wants to Hang Out!                                                                                                |
| "I believe what you said" 🎬 | 亜咲花 | del álbum del mismo nombre de pop'n music 解明リドルズ                                                                                         |
| "Realize" (J: 🎬) | 鈴木このみ | Opening de Re:ゼロから始める異世界生活 2.ª temporada del álbum del mismo nombre                                                                |
| "Seize The Day" 🎬 | 亜咲花 | Opening del anime ゆるキャン△ 2.ª temporada |
| "スカイクラッドの観測者" (Skyclad no kansoku-sha) 🎬 | いとうかなこ | Opening del videojuego Steins;Gate |
| "雑草魂なめんなよ！" (Zassō tamashī namen na yo!) 🎬 | Taiki | Opening de 八十亀ちゃんかんさつにっき |
| "恋" (Koi) Literalmente Love | 星野 源 | Canción temática de The Full-Time Wife Escapist                                                                                                |
| Arreglos Touhou Project | | |
| "Crazy Hot" | NJK Record feat.nachi | del álbum TOHO EURO FLASH Vol.2 |
| "Feidie" | A-One feat.Napoleon | Remix del BGM del juego Undefined Fantastic Object                                                                                             |
| "GUILTY DIAMONDS" | SOUND HOLIC Vs. Eurobeat Union feat. Nana Takahashi | Remix del BGM del juego Antinomy of Common Flowers                                                                                             |
| "No Life Queen [DJ Command Remix]" | SOUND HOLIC Vs. Eurobeat Union feat. Nana Takahashi (Remezclado por DJ COMMAND) | Remix del BGM del juego the Embodiment of Scarlet Devil                                                                                        |
| "Together Going My Way" | DiGiTAL WiNG with 空音 | Remix del BGM del juego Mountain of Faith de Sound Voltex Vivid Wave                                                                           |
| Otras licencias | | |
| "春を告げる" (Haru wo tsugeru) 📜 | yama | del álbum de mismo nombre. |
| "思想犯" (Shisouhan) | ヨルシカ | Licencia de Universal Music Japan del álbum 盗作 de jubeat festo                                                                               |
| "ロキ(w/緒方恵美)" (Roki (feat. Megumi Ogata)) 📜 | 神田沙也加 | del álbum MUSICALOID #38 Act.2 de Nostalgia Op. 2                                                                                              |
| "シル・ヴ・プレジデント" (Sʼil vous president) 🎬 | P丸様。 | del álbum Sunny!! Canción de prueba de beatmania IIDX 29: CastHour                                                                             |
| "サイカ" (Saika) 🎬 | フレデリック | del álbum パンデミック |
| "テレキャスタービーボーイ" (Telecaster B-Boy) 🎬 | すりぃ feat.鏡音レン | del álbum de mismo nombre. |
| Originales (8 en total) Nota: Puede incluir crossovers | | |
| "DeStRuCtIvE FoRcE" | BADMYTH | Original de Konami |
| "Hyper Bomb" | Yunosuke | Original de Konami |
| "HyperTwist" | TANUKI | Original de Konami |
| "In the past" | PSYQUI | Original de Konami |
| "HYPERDRIVE" | Moe Shop | Original de Konami |
| "I Want To Do This Keep" | KOTONOHOUSE | Original de Konami |
| "STEP MACHINE" | Paisley Parks | Original de Konami |
| "共犯ヘヴンズコード" (Kyouhan heaven's code) | D-Evoke（与那嶺雅人/小日向翔） | De beatmania IIDX 25: CANNON BALLERS |
| Provenientes de BandMeshi♪ (4 en total) | | |
| "ROOM" | Blanc Bunny Bandit | Furusato GP N.º 1 De バンめし♪ (BandMeshi♪) |
| "御伽噺に幕切れを" (Otogibanashi ni makugire wo) | 夜叉姫神楽 | Furusato GP N.º 2 De バンめし♪ (BandMeshi♪) |
| "逆さま♥シンデレラパレード" (Sakasama Cinderella parade) | メリー・バッド・メルヘン | Furusato GP N.º 3 De バンめし♪ (BandMeshi♪) |
| "至上のラトゥーリア" (Shijou no laturia) | Vanitas Lacrimosa | Furusato GP N.º 4 De バンめし♪ (BandMeshi♪) |
| Provenientes de COURSE TRIAL (19 en total) | | |
| "Bang Pad(Werk Mix)!" | Oyubi | Curso Strange |
| "Inner Spirit -GIGA HiTECH MIX-" | lapix (Remixed by Blacklolita) | Curso REMIXES Del álbum BEMANI ULTIMATE REMIXes.                                                                                               |
| "Rave Accelerator" | M-Project | Curso Rave |
| "Twinkle Wonderland" 🎬 | Qrispy Joybox feat.Sana | Curso Diva de REFLEC BEAT limelight Apareció en arcades hackeadas de DDR A, pero con dificultades distintas.                                   |
| "Vertigo" | Hylen feat. VGYO | Curso AGGRESSIVE |
| "梅雪夜" (Umeyukiyo) | Qrispy Joybox feat. mao | Curso SNOW WHITE de REFLEC BEAT colette -Winter-                                                                                               |
| "PARTY ALL NIGHT(DJ KEN-BOW MIX)" | HiBiKi | Curso PARTY ANTHEMS |
| "彼方のリフレシア" (Katana no Reflexia) | DJ TOTTO feat.Annabel & 日山尚 | Curso FANTASY de REFLEC BEAT 悠久のリフレシア                                                                                                  |
| "Next Phase" | Dazsta | Curso NIGHT DRIVE |
| "If" | Pa's Lam System | Curso FUTURE de MÚSECA 1+1/2 |
| "Taking It To The Sky (PLUS step)" | BEMANI Sound Team "U1" feat. Tammy S. Hansen | Curso Just=135 |
| "Jucunda Memoria" | Akhuta | Curso TRIBAL de ミライダガッキ FutureTomTom |
| "Sweet Clock" | あるふぁ | Curso SWEETS HOPPING de múseca 1+1/2 |
| "AI" | BEMANI Sound Team "Sota F." | Curso MACHINE de jubeat Clan |
| "ほしのつくりかた" (Hoshi no tsukurikata) (How to Make Hoshino) | D-wacrew | Curso Stella de ポップンリズミン/pop'n music ラピストリア                                                                                      |
| "モノクロモーメント" (Monochrome moment) | BEMANI Sound Team "TAG" | Curso NEW STRADE de NOSTALGIA Op. 2 |
| "パピポペピプペパ" (Papipope pipupepa) | P*Light | Curso KA-TA-KA-NA YEAH! de jubeat Clan |
| "SCHWARZSCHILD FIELD" | L.E.D. | Curso WITHSTAND de REFLEC BEAT groovin'!! |
| "S私をディスコに連れてって TOKYO" (Watashi wo disco ni tsuretette TOKYO) | U1 vs U1 overground | Curso Let's DANCE! de REFLEC BEAT VOLZZA |
| BEMANI MusiQ FES (2 en total) | | |
| "X-ray binary" | BEMANI Sound Team "Trance Liquid" | Vol. 1 de クイズマジックアカデミー 輝望の刻 |
| "CONNECT-" | BEMANI Sound Team "Sota Fujimori" | Vol. 2 de クイズマジックアカデミー 輝望の刻 |
| Busou Shinki BC×BEMANI kadou kinen campaign (Única canción) | | |
| "ここからよろしく大作戦143" (Koko kara yoroshiku daisakusen 143) 🎬 | BEMANI Sound Team "あさき隊" | De Battle Conductor |
| BEMANI 2021 manatsu no utagassen 5-ban shōbu (8 en total) | | |
| "鋳鉄の檻" (Itetsu no pride) | 小寺可南子,ランコ,SARAH by BEMANI Sound Team "Yvya" | Fecha 1 representa GITADORA |
| "MOVE! (We Keep It Movin')" | Jonny Dynamite!,Lisa - paint with stars -,Rio Hiiragi by BEMANI Sound Team “U1-ASAMi” | Fecha 2 representa DDR Audio sigilosamente cambiado en la versión MDX:x:y:A:2021111600                                                         |
| "LIKE A VAMPIRE" | koyomi,星野奏子 by BEMANI Sound Team "TAKA" | Fecha 3 representa al equipo rojo |
| "スーパー戦湯ババンバーン" (Super sentō babanburn) (SUPER BATTLE BATH BABAN-BURN) | すわひでお,秋成,かぼちゃ,藍月なくる,NU-KO by BEMANI Sound Team "八戸亀生羅" | Fecha 3 representa al equipo azul |
| "Globe Glitter" | Sana,ATSUMI UEDA by BEMANI Sound Team "PON" | Fecha 4 representa pop'n music |
| "ユメブキ" (Yumebuki) | 紫崎 雪,Risa Yuzuki,709sec. by BEMANI Sound Team "PHQUASE & SYUNN" | Fecha 5 representa SOUND VOLTEX |
| "triple cross" | BEMANI Sound Team "dj TAKA & DJ YOSHITAKA & SYUNN" | Canción bonus 1 |
| "Aftermath" | BEMANI Sound Team "猫叉Master & あさき & Yvya" | Canción bonus 2 |
| BEMANI PRO LEAGUE | | |
| Edición 2021 (2 en total) | | |
| "Uh-Oh" | kors k | Primera vuelta de beatmania IIDX 23 copula |
| "灼熱 Pt.2 Long Train Running" (Shakunetsu Pt.2 Long Train Running) 🎬 | DJ Mass MAD Izm* | Segunda vuelta de beatmania IIDX 23 copula |
| EXTRA SAVIOR (40 en total) | | |
| Vol. 1 Debut de EXTRA SAVIOR PLUS! | | |
| "City Never Sleeps" | Dirty Androids | Extra Stage N.º 1 de REFLEC BEAT Groovin'!! |
| "Riot of Color" | TAG | Extra Stage N.º 2 de GitarFreaks y DrumMania XG3 y jubeat copius APPEND                                                                        |
| "東京神話" 🎬 (Tokyo Shinwa) | DJ TECHNORCH feat.宇宙★海月 vs BEMANI Sound Team "U1-ASAMi" | Extra Stage N.º 3 de beatmania IIDX 25 CANNON BALLERS                                                                                          |
| Vol. 2 BandMeshi Furusato GP ROUND2～夏の陣～ | | |
| "追憶のアリア" (Tsuioku no aria) | Blanc Bunny Bandit | Extra Stage N.º 4 Furusato GP N.º 5 De バンめし♪ (BandMeshi♪)                                                                                  |
| "花は折りたし梢は高し" (Hana wa oritashi kozue wa takashi) | 夜叉姫神楽 | Extra Stage N.º 5 Furusato GP N.º 6 De バンめし♪ (BandMeshi♪)                                                                                  |
| "アリスサイド・キャスリング" (Alice side castling) | メリー・バッド・メルヘン | Extra Stage N.º 6 Furusato GP N.º 7 De バンめし♪ (BandMeshi♪)                                                                                  |
| "叛逆のディスパレート" (Hangyaku no disparate) | Vanitas Lacrimosa | Extra Stage N.º 7 Furusato GP N.º 8 De バンめし♪ (BandMeshi♪)                                                                                  |
| Vol. 3 Canciones de Halloween de 2020 | | |
| "DEADLOCK -Out Of Reach-" | U1 undefined behavior | Extra Stage N.º 8 de REFLEC BEAT Groovin'!! Upper                                                                                              |
| "GHOST KINGDOM" | BEMANI Sound Team "劇団レコード" | Extra Stage N.º 9 de DANCERUSH STARDOM |
| Vol. 4 BandMeshi Furusato GP ROUND3～秋の陣～ | | |
| "ハラショー! おにぎりサーカス団☆" (Khorosho! Onigiri circus dan☆) | Blanc Bunny Bandit | Extra Stage N.º 10 Furusato GP N.º 9 De バンめし♪ (BandMeshi♪)                                                                                 |
| "ウソツキ横丁は雨模様" (Usotsuki yokochou wa amemoyou) | 夜叉姫神楽 | Extra Stage N.º 11 Furusato GP N.º 10 De バンめし♪ (BandMeshi♪)                                                                                |
| "Red Cape Theorem" | メリー・バッド・メルヘン | Extra Stage N.º 12 Furusato GP N.º 11 De バンめし♪ (BandMeshi♪)                                                                                |
| "イノセントバイブル" (Innocent bible) | Vanitas Lacrimosa | Extra Stage N.º 13 Furusato GP N.º 12 De バンめし♪ (BandMeshi♪)                                                                                |
| Vol. 5 campaña de Navidad 2020 | | |
| "BRIDAL FESTIVAL !!!" 🎬 | S.S.D. with ななっち | Extra Stage N.º 14 de beatmania IIDX 16 EMPRESS                                                                                                |
| "Never See You Again" | BEMANI Sound Team "U1 overground" | Extra Stage N.º 15 de jubeat clan |
| Vol. 6 campaña de san Valentín 2021 | | |
| "BITTER CHOCOLATE STRIKER" 🎬 | L.E.D.-G | Extra Stage N.º 16 de beatmania IIDX 16 EMPRESS                                                                                                |
| "We're so Happy" | Ryu☆ | Extra Stage N.º 17 de jubeat saucer |
| Vol. 7 SUMMER DANCE CAMP 2020 | | |
| "DANCERUSH STARDOM ANTHEM" | kors k feat.福島蘭世 | Extra Stage N.º 18 EXTRA STAGE en DANCERUSH STARDOM                                                                                            |
| "take me higher" | KOTONOHOUSE | Extra Stage N.º 19 EXTRA STAGE en DANCERUSH STARDOM Apareció en beatmania IIDX vía Ichika's Chou janken taikai                                 |
| "Midnight Amaretto" | かめりあ | Extra Stage N.º 20 EXTRA STAGE en DANCERUSH STARDOM                                                                                            |
| Vol. 8 花咲ケ! DDR SPRING FESTIVAL | | |
| "Hella Deep" 🎬 | MASAYOSHI IIMORI | Extra Stage N.º 21 de beatmania IIDX 25 CANNON BALLERS                                                                                         |
| "Evans" | DJ YOSHITAKA | Extra Stage N.º 22 de jubeat v.1 |
| Vol. 12 Maishuu! IchikaNono no Chou BEMANI Rush 2020 | | |
| "Sparkle Smilin'" 🎬 | BEMANI Sound Team "Qrispy Joybox" feat.いちか | Extra Stage N.º 33 |
| "Our Love" | Lapix | Extra Stage N.º 34 de jubeat Festo Apareció en Sound Voltex vía Ichika's Chou janken taikai                                                    |
| "ノルエピネフリン" (Norepinephrine) | BEMANI Sound Team "U1 overground" | Extra Stage N.º 35 de GITADORA Matixx |
| "Last Twilight" | cosMo@暴走P | Extra Stage N.º 36 de NOSTALGIA Op. 2 Apareció en pop'n music vía Ichika's Chou janken taikai                                                  |
| "PANIC HOLIC" | C-Show | Extra Stage N.º 37 de SOUND VOLTEX BOOTH |
| "蒼が消えるとき" (Ao ga kieru toki) | movies (moimoi×Xceon×Dai.) | Extra Stage N.º 38 de pop'n music éclale |
| "HARD BRAIN" 🎬 | AJURIKA | Extra Stage N.º 39 de beatmania IIDX 26: Rootage                                                                                               |
| "狂水一華" (Kyousui ichika) 🎬 | BEMANI Sound Team "HuΣeR Vs. SYUNN" feat.いちか | Extra Stage N.º 40 |
| "Jetcoaster Windy" 🎬 | BEMANI Sound Team "dj TAKA" feat.のの | Extra Stage N.º 41 |
| Vol. 9, 10, 13 y 14 Over200 | | |
| "ONYX" | SOUND HOLIC Vs. ZYTOKINE feat. Nana Takahashi | Extra Stage N.º 23 |
| "Poppin' Soda" | nana(Sevencolors) | Extra Stage N.º 24 |
| "Sword of Vengeance" | sky_delta | Extra Stage N.º 25 |
| "High & Low" | Shouya Namai | Extra Stage N.º 26 |
| "paparazzi" | Yucky | Extra Stage N.º 27 |
| "勇猛無比" (Yu Mou Mu Hi) | Upper Cape Project | Extra Stage N.º 28 |
| "BLAKE" | A.T.park | Extra Stage N.º 42 |
| "Shout It Out" | G-T-R | Extra Stage N.º 43 |
| "ノープラン・デイズ " (No Plan Days) | TORIENA | Extra Stage N.º 44 |
| "TYPHØN" (*) | BlackY | Extra Stage N.º 45 |
| Vol. 15 campaña de san Valentín 2022 | | |
| "jet coaster☆girl" | TOMOSUKE feat. Three Berry Icecream | Extra Stage N.º 46 de GitarFreaks 7thMix y DrumMania 6thMix                                                                                    |
| EXTRA EXCLUSIVE (2 en total) | | |
| "Last Card" | Kors k | EXTRA EXCLUSIVE LV 3 |
| "ANTI ANTHEM" | BEMANI Sound Team "ZAQUVA" | EXTRA EXCLUSIVE LV 4 |
| KONAMI Arcade Championship (única canción) | | |
| "世界の果てに約束の凱歌を -DDR Extended Megamix-" (Sekai no hate ni yakusoku no gaika wo -DDR Extended Megamix-) (PROMISED VICTORY SONG -DDR Extended Megamix-) | BEMANI Sound Team "TAG" | Edición 10 |
| Liga dorada (14 en total, 4 liberadas) | | |
| "DIGITALIZER" | BEMANI Sound Team "Sota F." | Fase 1 PLUS |
| "Draw the Savage" | Ryunosuke Kudo | Fase 2 PLUS |
| "MUTEKI BUFFALO" | C-Show | Fase 3 PLUS |
| "Going Hypersonic" | Mameyudoufu | Fase 4 PLUS |
| "Lightspeed" | Tanukichi | Fase 5 PLUS (bronce) |
| "Run The Show" | fazerock | Fase 6 PLUS (bronce) |
| "Yuni's Nocturnal Days" (R:Yuny(X2)) | かめりあ | Fase 7 PLUS (bronce) |
| "Good Looking" | JAKAZiD | Fase 8 PLUS (bronce) |
| "Step This Way" | nanobii | Fase 9 PLUS (plata) |
| "Come Back To Me" | MK&Kanae Asaba | Fase 10 PLUS (plata) |
| "actualization of self (weaponized)" | kiraku | Fase 11 PLUS (plata) |
| "Better Than Me" | BEMANI Sound Team "Sota F." | Fase 12 PLUS (plata) |
| "DDR TAGMIX -LAST DanceR-" | BEMANI Sound Team "TAG underground overlay UNLEASHED" | Fase 13 PLUS (oro) |
| "THIS IS MY LAST RESORT" | Numb'n'dub | Fase 14 PLUS (oro) |
| Carpeta DDR GP | | |
| Pack inicial 2 (4 en total) | | |
| "1998 (Sparky 2006)" | J-RAVERS | De DanceDanceRevolution HOTTEST PARTY |
| "B4U (The Acolyte mix)" Mal escrito como B4U (Rising Sun mix) | J-RAVERS (Letra creada por NCX) | De DanceDanceRevolution HOTTEST PARTY |
| "I'm Flying Away" | Stepper | De DanceDanceRevolution HOTTEST PARTY |
| "We Can Win The Fight" | D-crew feat.Matt Tucker | De DanceDanceRevolution HOTTEST PARTY2 |
| Canciones bloqueadas fuera de las 2 carpetas | | |
| Carpeta DDR A (DDR SELECTION) | | |
| Dificultades CHALLENGE para la carpeta del aniversario 20 ("Show me your moves", "POSSESSION (20th Anniversary Mix)", "CHAOS Terror-Tech Mix", "MAX 360" y "#OurMemories") | | |
| DDR CHALLENGE Carnival | | |
| Temporada 2019 (250 000 votos obtenidos en touhyou senbatsusen) 19/12/2019-30/03/2020 | | |
| Dificultades CHALLENGE para "無頼ック自己ライザー" (carpeta DDR A), "タイガーランペイジ", "腐れ外道とチョコレゐト" (ambas licencias vocaloid), "ホーンテッド★メイドランチ" (de las canciones de Halloween), "Our Soul" (canción inicial), "DOWNER & UPPER" (del evento SUMMER DANCE CAMP) y "Prey" (carpeta DDR A y originalmente EXTRA SAVIOR) | | |
| Temporada 2020 29/07/2020-08/12/2020 | | |
| Dificultades CHALLENGE para "Shiny World", "Sakura Sunrise", "Pierce The Sky" (todas de RDA), "バンブーソード・ガール" (carpeta DDR(2014)), "HyperTwist" (canción inicial), "び" (de Ichika's Chou janken taikai), y todas las de FLOOR INFECTION 38 ("ΩVERSOUL", "Firestorm" y "Lachryma《Re:Queen’M》").                                      | | |
| Requiere e-amusement pass (39 de 41 canciones) | | |
| Remixes en Challenge (17 de 19 contando con canciones eliminadas) | (varios artistas) | de DDRMAX2 |
| Dificultades "Groove Radar" Specials (6 canciones) | (varios artistas) | de DDR Supernova2 |
| Dificultades X-Special (16 canciones) | (varios artistas) | de DDR X |
| Canciones eliminadas (20 en total, 5 revividas) | | |
| Eliminación temporal | | |
| KAC 2012 (5 entradas premium) | (todas creadas o arregladas por NAOKI) | de Dance Dance Revolution X3 Pruebas con la arcade 20th Anniversary                                                                            |
| Eliminada el 12 de octubre de 2020 | | |
| "輪廻転生" | まふまふ | de Dance Dance Revolution A Licencia finalizada                                                                                                |
| Eliminadas el 14 de diciembre de 2020 | | |
| "More One Night" | チト(CV：水瀬いのり)、ユーリ(CV：久保ユリカ) | de Dance Dance Revolution A Licencia finalizada                                                                                                |
| "ようこそジャパリパークへ" | どうぶつビスケッツ×PPP | de Dance Dance Revolution A Licencia finalizada                                                                                                |
| "回レ！雪月花" | 歌組雪月花 | de Dance Dance Revolution (2014) Licencia finalizada                                                                                           |
| Eliminada el 12 de abril de 2021 | | |
| "放課後ストライド" | Last Note. | de Dance Dance Revolution A Licencia finalizada                                                                                                |
| Eliminadas el 28 de junio de 2021 | | |
| "Only my Railgun" | fripSide | de Dance Dance Revolution X2 Licencia finalizada                                                                                               |
| Canciones mundiales (8 en total) | (varios artistas) | de Dance Dance Revolution A Licencia finalizada                                                                                                |
| Eliminada el 26 de julio de 2021 | | |
| "六兆年と一夜物語" | kemu feat. IA | de Dance Dance Revolution A Licencia finalizada                                                                                                |
| Eliminadas el 20 de diciembre de 2021 Todas son licencias Vocaloid | | |
| "39" | sasakure.UK×DECO*27 | de Dance Dance Revolution A Problemas con Crypton Media y Sega                                                                                 |
| "ありふれたせかいせいふく" | ピノキオピー | de Dance Dance Revolution A Problemas con Crypton Media y Sega                                                                                 |
| "愛言葉" | DECO*27 | de Dance Dance Revolution A Problemas con Crypton Media y Sega                                                                                 |
| "妄想税" | DECO*27 | de Dance Dance Revolution A Problemas con Crypton Media y Sega                                                                                 |
| "すろぉもぉしょん" | ピノキオピー | de Dance Dance Revolution A Problemas con Crypton Media y Sega                                                                                 |
| "*ハロー、プラネット。" | sasakure.UK | de Dance Dance Revolution A Problemas con Crypton Media y Sega                                                                                 |
| Solo disponible mediante hackeo | | |
| "Wolf's Rain" | fu_mou | Canción de prueba de DDR A3 |

Notas
- 🎬: Contiene video a pantalla completa.
  - Videos provenientes de IIDX son centrados en las cabinas con aspecto 16:9.
- (J: 🎬): Video a pantalla completa solo disponible en modelos MDX japoneses, debido a problemas de derechos de autor con Kadokawa.
- 🎬(nombre de escenario): Contiene video que es mostrado en el escenario.
- 📜: Contiene fondo con letra a pantalla completa.
- (DDR A OK): Disponible como canción de prueba en DDR A.
- : Canción o dificultad con condiciones para jugar (EXTRA EXCLUSIVE y liga dorada) o desbloqueable.
- (†U): No disponible en modelos MDX norteamericanos, debido a problemas de licencia.
- (†E): No disponible en Europa, debido a problemas de licencia.
- (*): Req. desbloquear todas las canciones de la misma carpeta.
- (R): Contiene rutina única en esta canción (se puede especificar personaje).
- Canciones no seleccionables o solo disponibles mediante hackeo no son contadas.
- Canciones de la lista de eliminación temporal que son entradas premium de KAC 2012 fueron restauradas semanas antes de la instalación del kit de mejoras.
- Licencias Vocaloid que no estuvieron inicialmente en Norteamérica debutaron en la versión MDX:U:y:A:2021020900 de A20 PLUS. Antes de esa versión, eran exclusivas para Japón, Asia, Corea, modelos TDX norteamericanos, arcades desconectadas y en mantenimiento.
- Alterar las canciones de la liga dorada solo tiene efecto una vez terminada la temporada respectiva.
- Canciones de algunos eventos que no fueron desbloqueadas con anterioridad son movidas a EXTRA SAVIOR (exc. para las canciones liberadas con anterioridad).
- Canciones de todos los eventos que fueron desbloqueadas con anterioridad se pueden jugar sin necesidad de desbloquearlas de nuevo y sin importar el método de pago.
- Canciones de eventos desbloqueadas vía EXTRA SAVIOR solo se pueden jugar en PREMIUM MODE.
- Licencias legendarias y canciones de la liga dorada se pueden jugar fuera de las arcades doradas pero solo mediante el modo evento.

## Cursos
Todos los cursos están organizados por tipo de curso. Los cursos NONSTOP pueden cambiar de barra de vida mientras que los cursos CLASS está forzada a GRADE. Los colores de cada canción son:
- Amarillo: BASIC
- Rojo: DIFFICULT
- Verde: EXPERT
- Morado: CHALLENGE
- (Texto entre paréntesis): corresponde a un remix en CHALLENGE o a dificultades GROOVE RADAR Special o X-Special.

Los cursos CLASS, originario de beatmania IIDX y remplaza a DANCE DRILL de la serie DDR X, están divididos en SINGLE y DOUBLE, la barra de vida está ajustada a GRADE, no puede rotar las flechas ni usar facilitadores y, a diferencia de IIDX, deben desbloquear todos los cursos en orden. Cursos NONSTOP no tienen límite de dificultad (BEGINNER no disponible en DOUBLE) y no llevan colores de dificultades.
Notas en cursos CLASS
- Canciones que se repiten en SINGLE y DOUBLE en la misma dificultad y orden se cuentan por separado
- bronce: req. clase bronce.
- Plata: req. clase plata.
- Oro: solo clase oro.
- Con el parche de 24 de julio de 2019, se agrega un tiempo corto de descanso, en donde aparece el fondo de BREAK TIME.

Notas en cursos NONSTOP
- Si algún curso tiene CHALLENGE en algunas canciones y no en otras, al elegir CHALLENGE se usará EXPERT en su lugar.
- Texto en dorado: solo arcades doradas
- Fondo en plomo: curso eliminado, debido a que una o más canciones que contienen fueron eliminadas.
- Si hay diferencia de canciones, para distinguirla, se escribe entre paréntesis el artista.

| CLASS (A20)        | SINGLE                                                 | DOUBLE                                                 |
| ------------------ | ------------------------------------------------------ | ------------------------------------------------------ |
| 初段 (Dan 1)       | 1. "HIGHER"                                            | 1. "Slip Out"                                          |
| 初段 (Dan 1)       | 2. "Shine"                                             | 2. "Fever"                                             |
| 初段 (Dan 1)       | 3. "IN THE ZONE"                                       | 3. "STILL IN MY HEART"                                 |
| 初段 (Dan 1)       | 4. "B4U"                                               | 4. "think ya better D"                                 |
| 二段 (Dan 2)       | 1. "Do The Evolution"                                  | 1. "escape"                                            |
| 二段 (Dan 2)       | 2. "Flourish"                                          | 2. "south"                                             |
| 二段 (Dan 2)       | 3. "Heatstroke"                                        | 3. "DANCE ALL NIGHT (DDR EDITION)"                     |
| 二段 (Dan 2)       | 4. "will"                                              | 4. "INTO YOUR HEART (Ruffage remix)"                   |
| 三段 (Dan 3)       | 1. "Decade"                                            | 1. "MAKE IT BETTER (So-REAL Mix)"                      |
| 三段 (Dan 3)       | 2. "A Geisha's Dream"                                  | 2. "oarfish"                                           |
| 三段 (Dan 3)       | 3. "In The Breeze"                                     | 3. "ルミナスデイズ"                                    |
| 三段 (Dan 3)       | 4. "Theory of Eternity"                                | 4. "Beautiful Dream"                                   |
| 四段 (Dan 4)       | 1. "Beautiful Dream"                                   | 1. "Desert Journey"                                    |
| 四段 (Dan 4)       | 2. "DYNAMITE RAVE"                                     | 2. "stoic (EXTREME version)"                           |
| 四段 (Dan 4)       | 3. "TECH-NOID"                                         | 3. "heron"                                             |
| 四段 (Dan 4)       | 4. "S・A・G・A"                                        | 4. "PARANOIA EVOLUTION"                                |
| 五段 (Dan 5)       | 1. "You are a Star"                                    | 1. "Do The Evolution"                                  |
| 五段 (Dan 5)       | 2. "十二星座の聖域"                                    | 2. "DROP OUT"                                          |
| 五段 (Dan 5)       | 3. "sakura storm"                                      | 3. "ALGORITHM"                                         |
| 五段 (Dan 5)       | 4. "Diamond Night"                                     | 4. "Healing Vision ～Angelic mix～"                    |
| 六段 (Dan 6)       | 1. "on the bounce"                                     | 1. "siberite"                                          |
| 六段 (Dan 6)       | 2. "AM-3P" ("CHAOS" Special)                           | 2. "Horatio"                                           |
| 六段 (Dan 6)       | 3. "Pierce The Sky"                                    | 3. "The Least 100sec"                                  |
| 六段 (Dan 6)       | 4. "MAX 300"                                           | 4. "エンドルフィン"                                    |
| 七段 (Dan 7)       | 1. "Nostalgia Is Lost"                                 | 1. "SILVER☆DREAM"                                      |
| 七段 (Dan 7)       | 2. "Amalgamation"                                      | 2. "IMANOGUILTS"                                       |
| 七段 (Dan 7)       | 3. "The legend of MAX"                                 | 3. "PARANOIA survivor MAX"                             |
| 七段 (Dan 7)       | 4. "True Blue"                                         | 4. "SUPER SAMURAI"                                     |
| 八段 (Dan 8)       | 1. "Monkey Business"                                   | 1. "TRIP MACHINE PhoeniX"                              |
| 八段 (Dan 8)       | 2. "嘆きの樹"                                          | 2. "Arrabbiata"                                        |
| 八段 (Dan 8)       | 3. "PARANOIA survivor MAX"                             | 3. "Truare!"                                           |
| 八段 (Dan 8)       | 4. "POSSESSION"                                        | 4. "ÆTHER"                                             |
| 九段 (Dan 9)       | 1. "Anti-Matter"                                       | 1. "New Century"                                       |
| 九段 (Dan 9)       | 2. "Fascination MAXX"                                  | 2. "SABER WING (Akira Ishihara Headshot mix)"          |
| 九段 (Dan 9)       | 3. "Idola"                                             | 3. "RЁVOLUTIФN"                                        |
| 九段 (Dan 9)       | 4. "Astrogazer"                                        | 4. "Ⅸ"                                                 |
| 十段 (Dan 10)      | 1. "Come to Life"                                      | 1. "Healing-D-Vision"                                  |
| 十段 (Dan 10)      | 2. "New Decade"                                        | 2. "PARANOiA ~HADES~"                                  |
| 十段 (Dan 10)      | 3. "Tohoku EVOLVED"                                    | 3. "888"                                               |
| 十段 (Dan 10)      | 4. "PARANOiA Revolution"                               |                                                        |
| 皆伝 (Kaiden)      | 1. "EGOISM 440"                                        | 1. "Valkyrie Dimension"                                |
| 皆伝 (Kaiden)      | 2. "Over the "period""                                 | 2. "POSSESSION"                                        |
| 皆伝 (Kaiden)      | 3. "Valkyrie Dimension"                                | 3. "Over the "period""                                 |
| 皆伝 (Kaiden)      | 4. "ENDYMION"                                          | 4. "EGOISM 440"                                        |
| CLASS (A20 PLUS)   | SINGLE                                                 | DOUBLE                                                 |
| 初段 (Dan 1)       | 1. "FUJIMORI -祭- FESTIVAL"                            | 1. "Yeah! Yeah!"                                       |
| 初段 (Dan 1)       | 2. "Sweet Rain"                                        | 2. "HANDS UP IN THE AIR"                               |
| 初段 (Dan 1)       | 3. "TRIP MACHINE"                                      | 3. "Dreamin'"                                          |
| 初段 (Dan 1)       | 4. "AWAKE"                                             | 4. "Hopeful"                                           |
| 二段 (Dan 2)       | 1. "BURNIN' THE FLOOR"                                 | 1. "Crazy Control"                                     |
| 二段 (Dan 2)       | 2. "Find The Way"                                      | 2. "Take A Step Forward"                               |
| 二段 (Dan 2)       | 3. "All My Love"                                       | 3. "Dance Floor"                                       |
| 二段 (Dan 2)       | 4. "Children of the Beat"                              | 4. "TWINKLE♡HEART"                                     |
| 三段 (Dan 3)       | 1. "Fly away"                                          | 1. "Another Phase"                                     |
| 三段 (Dan 3)       | 2. "アルストロメリア (walk with you remix)"            | 2. "ヤマトなでなで♡かぐや姫"                           |
| 三段 (Dan 3)       | 3. "零 - ZERO -"                                       | 3. "ever snow"                                         |
| 三段 (Dan 3)       | 4. "KISS KISS KISS 秋葉工房 MIX"                       | 4. "Beautiful Dream"                                   |
| 四段 (Dan 4)       | 1. "Tell me what to do"                                | 1. "KISS KISS KISS 秋葉工房 MIX"                       |
| 四段 (Dan 4)       | 2. "Freeze"                                            | 2. "TRIP MACHINE CLIMAX"                               |
| 四段 (Dan 4)       | 3. "sync (EXTREME version)"                            | 3. "CRAZY♥LOVE"                                        |
| 四段 (Dan 4)       | 4. "Angelic Jelly"                                     | 4. "Engraved Mark"                                     |
| 五段 (Dan 5)       | 1. "AA"                                                | 1. "三毛猫ロック"                                      |
| 五段 (Dan 5)       | 2. "Condor"                                            |                                                        |
| 五段 (Dan 5)       | 3. "Somehow You Found Me"                              | 3. "A"                                                 |
| 五段 (Dan 5)       | 4. "Daily Lunch Special"                               | 4. "RЁVOLUTIФN"                                        |
| 六段 (Dan 6)       | 1. "Ishtar"                                            | 1. "朧"                                                |
| 六段 (Dan 6)       | 2. "不沈艦CANDY"                                       | 2. "Horatio"                                           |
| 六段 (Dan 6)       | 3. "F4SH10N"                                           | 3. "大見解"                                            |
| 六段 (Dan 6)       | 4. "MAX 300"                                           | 4. "PARANOIA survivor"                                 |
| 七段 (Dan 7)       | 1. "TRIP MACHINE PhoeniX"                              | 1. "ZEPHYRANTHES"                                      |
| 七段 (Dan 7)       | 2. "天空の華"                                          | 2. "Windy Fairy"                                       |
| 七段 (Dan 7)       | 3. "ZEPHYRANTHES"                                      | 3. "Healing-D-Vision"                                  |
| 七段 (Dan 7)       | 4. "MAXX UNLIMITED"                                    | 4. "Cosy Catastrophe"                                  |
| 八段 (Dan 8)       | 1. "I'm so Happy"                                      | 1. "隅田川夏恋歌"                                      |
| 八段 (Dan 8)       | 2. "海神"                                              | 2. "STULTI"                                            |
| 八段 (Dan 8)       | 3. "Vanquish The Ghost"                                | 3. "Life is beautiful"                                 |
| 八段 (Dan 8)       | 4. "The legend of MAX" (X-Special)                     | 4. "MAX 300 (Super-Max-Me Mix)"                        |
| 九段 (Dan 9)       | 1. "恋する☆宇宙戦争っ!!"                               | 1. "Magnetic"                                          |
| 九段 (Dan 9)       | 2. "New Decade"                                        | 2. "Triple Counter"                                    |
| 九段 (Dan 9)       | 3. "Spanish Snowy Dance"                               | 3. "New Decade"                                        |
| 九段 (Dan 9)       | 4. "Fascination MAXX"                                  | 4. "PARANOiA Revolution"                               |
| 十段 (Dan 10)      | 1. "PARANOiA ～HADES～"                                | 1. "シュレーディンガーの猫"                            |
| 十段 (Dan 10)      | 2. "888"                                               | 2. "ΔMAX"                                              |
| 十段 (Dan 10)      | 3. "PARANOiA Revolution"                               | 3. "Come to Life"                                      |
| 十段 (Dan 10)      | 4. "EGOISM 440"                                        | 4. "Pluto Relinquish"                                  |
| 皆伝 (Kaiden)      | 1. "MAX 360"                                           | 1. "TRIP MACHINE EVOLUTION"                            |
| 皆伝 (Kaiden)      | 2. "Over the "period""                                 | 2. "ENDYMION"                                          |
| 皆伝 (Kaiden)      | 3. "Valkyrie Dimension"                                |                                                        |
| 皆伝 (Kaiden)      | 4. "ENDYMION"                                          | 4. "POSSESSION"                                        |
| Nonstop (A20)      | Canciones                                              | Canciones                                              |
| First              | 1. "HAVE YOU NEVER BEEN MELLOW (20th Anniversary Mix)" | 1. "HAVE YOU NEVER BEEN MELLOW (20th Anniversary Mix)" |
| First              | 2. "MAKE IT BETTER"                                    |                                                        |
| First              | 3. "TRIP MACHINE"                                      |                                                        |
| First              | 4. "PARANOiA"                                          |                                                        |
| Twenty             | 1. "This Beat Is....."                                 | 1. "This Beat Is....."                                 |
| Twenty             | 2. "Waiting"                                           |                                                        |
| Twenty             | 3. "Dead Heat"                                         |                                                        |
| Twenty             | 4. "Neverland"                                         |                                                        |
| Bounce             | 1. "Slip Out (bounce in beat mix)"                     | 1. "Slip Out (bounce in beat mix)"                     |
| Bounce             | 2. "Fly far bounce"                                    |                                                        |
| Bounce             | 3. "on the bounce"                                     |                                                        |
| Bounce             | 4. "Drop The Bounce"                                   |                                                        |
| Passion            | 1. "Heatstroke"                                        | 1. "Heatstroke"                                        |
| Passion            | 2. "La Señorita"                                       |                                                        |
| Passion            | 3. "Seta Para Cima↑↑"                                  |                                                        |
| Passion            | 4. "Spanish Snowy Dance"                               |                                                        |
| Planet             | 1. "SEXY PLANET"                                       | 1. "SEXY PLANET"                                       |
| Planet             | 2. "Starry Sky"                                        |                                                        |
| Planet             | 3. "Saturn"                                            |                                                        |
| Planet             | 4. "Procyon"                                           |                                                        |
| Hard dance         | 1. "Music In The Rhythm"                               | 1. "Music In The Rhythm"                               |
| Hard dance         | 2. "The Light"                                         |                                                        |
| Hard dance         | 3. "RISING FIRE HAWK"                                  |                                                        |
| Hard dance         | 4. "District of the Shadows"                           |                                                        |
| Nonstop (A20 PLUS) | Canciones                                              | Canciones                                              |
| ONE HALF           | 1. "DeStRuCtIvE FoRcE"                                 | 1. "DeStRuCtIvE FoRcE"                                 |
| ONE HALF           | 2. "FUNKY SUMMER BEACH"                                |                                                        |
| ONE HALF           | 3. "天空の華"                                          |                                                        |
| ONE HALF           | 4. "In the past"                                       |                                                        |
| HYPER              | 1. "HYPER EUROBEAT"                                    | 1. "HYPER EUROBEAT"                                    |
| HYPER              | 2. "天上の星 ～黎明記～"                               |                                                        |
| HYPER              | 3. "Hyper Bomb"                                        |                                                        |
| HYPER              | 4. "HyperTwist"                                        |                                                        |
| ☆☆☆☆ (4 estrellas) | 1. "ちゅ～いん☆バニー"                                 | 1. "ちゅ～いん☆バニー"                                 |
| ☆☆☆☆ (4 estrellas) | 2. "Right on time (Ryu☆Remix)"                         |                                                        |
| ☆☆☆☆ (4 estrellas) | 3. "恋する☆宇宙戦争っ!!"                               |                                                        |
| ☆☆☆☆ (4 estrellas) | 4. "HAPPY☆ANGEL"                                       |                                                        |
| Intelligence       | 1. "Abyss"                                             | 1. "Abyss"                                             |
| Intelligence       | 2. "Theory of Eternity"                                |                                                        |
| Intelligence       | 3. "nightbird lost wing"                               |                                                        |
| Intelligence       | 4. "ZETA～素数の世界と超越者～"                        |                                                        |
| COURSE TRIAL       | Canciones                                              | Canciones                                              |
| Strange            | 1. "WILD RUSH"                                         | 1. "WILD RUSH"                                         |
| Strange            | 2. "Mythomane"                                         |                                                        |
| Strange            | 3. "STEP MACHINE"                                      |                                                        |
| Strange            | 4. "Bang Pad(Werk Mix)"                                |                                                        |
| REMIXES            | 1. "Dance Celebration (System 7 Remix)"                | 1. "Dance Celebration (System 7 Remix)"                |
| REMIXES            | 2. "Poseidon (kors k mix)"                             |                                                        |
| REMIXES            | 3. "Healing Vision ～Angelic mix～"                    |                                                        |
| REMIXES            | 4. "Inner Spirit -GIGA HiTECH MIX-"                    |                                                        |
| Rave               | 1. "DYNAMITE RAVE"                                     | 1. "DYNAMITE RAVE"                                     |
| Rave               | 2. "PUNISHER"                                          |                                                        |
| Rave               | 3. "SUPER SAMURAI"                                     |                                                        |
| Rave               | 4. "Rave Accelerator"                                  |                                                        |
| Diva               | 1. "Din Don Dan"                                       | 1. "Din Don Dan"                                       |
| Diva               | 2. "Tell me what to do"                                |                                                        |
| Diva               | 3. "ALGORITHM"                                         |                                                        |
| Diva               | 4. "Twinkle Wonderland"                                |                                                        |
| AGGRESSIVE         | 1. "TRIP MACHINE Survivor"                             | 1. "TRIP MACHINE Survivor"                             |
| AGGRESSIVE         | 2. "GRADIUSIC CYBER ～AMD G5 MIX～"                    |                                                        |
| AGGRESSIVE         | 3. "NEPHILIM DELTA"                                    |                                                        |
| AGGRESSIVE         | 4. "Vertigo"                                           |                                                        |
| SNOW WHITE         | 1. "ever snow" (TERRA)                                 | 1. "ever snow" (TERRA)                                 |
| SNOW WHITE         | 2. "snow prism"                                        |                                                        |
| SNOW WHITE         | 3. "Starlight Fantasia"                                |                                                        |
| SNOW WHITE         | 4. "梅雪夜"                                            |                                                        |
| PARTY ANTHEMS      | 1. "Back In Your Arms"                                 | 1. "Back In Your Arms"                                 |
| PARTY ANTHEMS      | 2. "Yeah! Yeah!"                                       |                                                        |
| PARTY ANTHEMS      | 3. "Somehow You Found Me"                              |                                                        |
| PARTY ANTHEMS      | 4. "PARTY ALL NIGHT(DJ KEN-BOW MIX)"                   |                                                        |
| FANTASY            | 1. "Towards the TOWER"                                 | 1. "Towards the TOWER"                                 |
| FANTASY            | 2. "StrayedCatz"                                       |                                                        |
| FANTASY            | 3. "Xepher"                                            |                                                        |
| FANTASY            | 4. "彼方のリフレシア"                                  |                                                        |
| NIGHT DRIVE        | 1. "BRILLIANT 2U"                                      | 1. "BRILLIANT 2U"                                      |
| NIGHT DRIVE        | 2. "Wicked Plastik"                                    |                                                        |
| NIGHT DRIVE        | 3. "Far east nightbird kors k Remix -DDR edit ver-"    |                                                        |
| NIGHT DRIVE        | 4. "Next Phase"                                        |                                                        |
| FUTURE             | 1. "Star Gate Heaven (FUTURE LOVE Mix)"                | 1. "Star Gate Heaven (FUTURE LOVE Mix)"                |
| FUTURE             | 2. "Star Trail"                                        |                                                        |
| FUTURE             | 3. "未来（ダ）FUTURE"                                  |                                                        |
| FUTURE             | 4. "If"                                                |                                                        |
| Just=135           | 1. "INTO YOUR HEART (Ruffage remix)"                   | 1. "INTO YOUR HEART (Ruffage remix)"                   |
| Just=135           | 2. "Dance Partay"                                      |                                                        |
| Just=135           | 3. "Rejoin"                                            |                                                        |
| Just=135           | 4. "Taking It To The Sky (PLUS step)"                  |                                                        |
| TRIBAL             | 1. "Tribe"                                             | 1. "Tribe"                                             |
| TRIBAL             | 2. "Gamelan de Couple"                                 |                                                        |
| TRIBAL             | 3. "AFRONOVA"                                          |                                                        |
| TRIBAL             | 4. "Jucunda Memoria"                                   |                                                        |
| SWEETS HOPPING     | 1. "CHOCOLATE PHILOSOPHY"                              | 1. "CHOCOLATE PHILOSOPHY"                              |
| SWEETS HOPPING     | 2. "LOVE IS ORANGE"                                    |                                                        |
| SWEETS HOPPING     | 3. "Jam & Marmalade"                                   |                                                        |
| SWEETS HOPPING     | 4. "Sweet Clock"                                       |                                                        |
| MACHINE            | 1. "I/O"                                               | 1. "I/O"                                               |
| MACHINE            | 2. "Programmed Universe"                               |                                                        |
| MACHINE            | 3. "Dream Machine"                                     |                                                        |
| MACHINE            | 4. "AI"                                                |                                                        |
| NEW STRADE         | 1. "Freeway Shuffle"                                   | 1. "Freeway Shuffle"                                   |
| NEW STRADE         | 2. "Flourish"                                          |                                                        |
| NEW STRADE         | 3. "New Gravity"                                       |                                                        |
| NEW STRADE         | 4. "モノクロモーメント"                                |                                                        |
| KA-TA-KA-NA YEAH!  | 1. "ヒマワリ"                                          | 1. "ヒマワリ"                                          |
| KA-TA-KA-NA YEAH!  | 2. "サナ・モレッテ・ネ・エンテ"                        |                                                        |
| KA-TA-KA-NA YEAH!  | 3. "パ→ピ→プ→Yeah!"                                    |                                                        |
| KA-TA-KA-NA YEAH!  | 4. "パピポペピプペパ"                                  |                                                        |
| WITHSTAND          | 1. "Don't Stop! ~AMD 2nd MIX~"                         | 1. "Don't Stop! ~AMD 2nd MIX~"                         |
| WITHSTAND          | 2. "Poseidon"                                          |                                                        |
| WITHSTAND          | 3. "MAXIMIZER"                                         |                                                        |
| WITHSTAND          | 4. "SCHWARZSCHILD FIELD"                               |                                                        |
| Let's DANCE!       | 1. "Dance Floor"                                       | 1. "Dance Floor"                                       |
| Let's DANCE!       | 2. "DANCE ALL NIGHT (DDR EDITION)"                     |                                                        |
| Let's DANCE!       | 3. "阿波おどり -Awaodori- やっぱり踊りはやめられない"  |                                                        |
| Let's DANCE!       | 4. "私をディスコに連れてって TOKYO"                    |                                                        |